# Hrvati u Vojvodini
Hrvati u Vojvodini su jedna od nacionalnih manjina u autonomnoj pokrajini Vojvodini u Republici Srbiji.

## Naseljenost
Danas su većina Hrvata na području Vojvodine iz hrvatskih skupina Bunjevaca i Šokaca.
Bunjevci su većinom koncentrirani na sjeveru Bačke, u Subotici, Bikovu, Gornjem i Donjem Tavankutu, Đurđinu, Maloj Bosni i Žedniku.
Šokci su većinom koncentrirani u zapadnoj Bačkoj, u Sonti, u Apatinu, Beregu i Monoštoru te u Srijemu.
Dio Šokaca je doselio u Banat, u sela Opovo, Starčevo te u grad Pančevo. Doseljeni su prije 230 godina radi ojačanja granice s Turskim Carstvom, a doseljeni šokački Hrvati, njih oko 4000, došli su iz središnje Slavonije. Svi su štokavci. U ove su se krajeve doselili zbog teških životnih uvjeta života u Bosni te pojačane islamizacije kršćana. Ovamo su ih doveli franjevci.
Doselili su se u Podunavlje Kraljevine Ugarske (jugozapadnu i zapadnu Bačku) te u zapadni dio Srijema.
Treća skupina Hrvata u Vojvodini ne pripada ni Šokcima ni Bunjevcima.
U Srijemu je postojao stari sloj Hrvata. Najautohtoniji su od svih Hrvata u Vojvodini. Prisutni su od dolaska Južnih Slavena.
Nakon prvih sukoba s Bugarima a kasnije i turski prodori u Europu prouzročili su velike političke i društvene promjene uključujući prisilno iseljavanje Hrvata, istodobno i prelazak u druge vjere a i samu asimilaciju. I u takvim teškim uvjetima opstanka, u Srijemu su se ipak očuvale velike skupine Hrvata posebno na područjima Srijemske Mitrovice, Šida, Rume, Hrtkovaca, Nikinaca, Platičeva, Beške, Slankamena, Petrovaradina, Zemuna, Golubinaca.
Dio Hrvata u srijemskim selima Hrtkovcima i Nikincima, u općini Ruma, vuku podrijetlo od katoličkih Albanaca (t.zv. Klimenti) koji su se ondje naselili 1737.
U Banatu postoje hrvatske zajednice koje su doseljene za vrijeme Habsburške Monarhije, odnosno nakon oslobođenja tih krajeva od Turaka. Oni su iz nekoliko skupina doseljenih u nekoliko valova. Po narječju se razlikuju štokavsko-ikavska (Šokci) koji su u južnom Banatu i kajkavska u srednjem Banatu. Među najstarije su oni iz Novog Bečeja nekad važnog središta žitne trgovine gdje je bila glavna skela na Tisu u srednjem Banatu. Bavili su se brodogradnjom. Prolaskom željeznice gradić je izgubio na važnosti, pa su se tamošnji Hrvati raselili ili pomađarili. U sklopu preuređenja vojnograničarskih teritorija u Hrvatskoj, 1760. – 1770. iz Ličke i Modruške županije i iz okolice Petrinje i Gline Hrvati su u banatsko Podunavlje došli u Perlez, Opovo, Starčevo, Glogonju, Omoljicu i Borču (štokavska skupina).
Od 1788. od vremena biskupa Galjufa pa sve do 1801. godine na poticaj zagrebačkog biskupa M. Vrhovca zbiva se seoba Hrvata u Banat. To su turopoljski plemići koji su se odselili u srednjobanatska naselja.
Dakle, grafovci ili potomci grofova, statusa predijalaca-plemića, koji su u Banatu imali posjede, te su ondje naselili svoje sunarodnike koji su došli iz Pokuplja u 18. st., njih oko 5000. To je bilo na posjede grofova Berkovića, Čekonića, Fekovića, Jagodića, Matanovića, Pozojevića i dr. u sela Hrvatsku Boku (danas Boka, u čiji sastav ulazi nekadašnja Srpska Boka), Hrvatsku Klariju (današnje Radojevo, nastalo 1947. spajanjem sa Srpskom Klarijom), Hrvatsku Neuzinu, Perlez, Veliki Bečkerek (Zrenjanin). Jedan dio završio je u današnjoj Rumunjskoj, u Hrvatsku Keču (danas Keča, u čijem je sastavu nekadašnja Rumunjska Keča) i Hrvatski Čenej (Čenija) i Biled. Svi su kajkavci. Hrvati iz tih triju naselja su mnogo odseljavali, najviše u bliže banatske gradove, zatim put Beograda i Novog Sada, a dio ih se vratio u Hrvatsku, ponajviše Zagreb. Dio tih Hrvata nalazi se u Beloj Crkvi i Ivanovu.
Karaševski Hrvati su većinom u Rumunjskoj, oko Karaševa. Ondje ih je oko 10.000, dok je manji dio završio u Vršcu (Banatski Karlovac), Zrenjaninu i Pančevu, njih oko 500. Podrijetlom su iz središnje Bosne. Izvorni im se govor izmiješao s torlačkim govorom rumunjskih Srba i Bugara.
Dio banatskih Hrvata podrijetlom je iz Ličke (oko Gospića) i Modruške županije te prostora oko Slunja, Gline i Petrinje. Žive u selima Perlezu, Opovu i Starčevu u nešto većoj koncentraciji, a nešto su manje zastupljeni u Borči, Glogonju i Omoljici. U Opovu se dio Nijemaca pohrvatio.
U Bačkoj postoje Hrvati koje su vlasti doselile za vrijeme kolonizacije Vojvodine, a diljem Vojvodine postoje i Hrvati koji su došli u Vojvodinu unutarnjim migracijama (poslom, bračno) za vrijeme Austro-Ugarske i obaju Jugoslavija (u Subotici je danas prema procjeni zavičajnog udruženja, nekoliko stotinjaka njih iz Dalmacije). Organiziranom kolonizacijom 1945. – 1948. je od Hrvata najviše doseljeno dalmatinskih Hrvata, s područja Metkovića, Sinja, Vrlike, Drniša, Benkovca, Splita, Šibenika, Trogira, Zadra, iz zaleđa Dalmacije i otoka. Po procjenama ih je ukupno bilo oko 4000.Doseljeno je i iz ostalih dijelova Hrvatske, uglavnom Gorskog kotara te Hrvata iz Bosne i Hercegovine. Dalmatinski Hrvati su uglavnom naseljeni u Stanišić i Riđicu, u manjem broju u Sivac, Guduricu, Titel i veće vojvođanske gradove. Pripadnici vojnih postrojba su naseljeni u Srijem. Hrvati iz Bosne, Gorskog kotara i Hercegovine su naseljeni u Bešku, Lemeš i Petrovaradin.
Dio Hrvata koji je doselio u Banat nakon Drugoga svjetskog rata za kolonizacije Vojvodine doselilo je oko 200 Hrvata iz ljubuškog kraja u Ravni Topolovac kod Žitišta blizu Zrenjanina. Još oko 300 Hrvata iz ostalih dijelova Hercegovine završilo je po cijelom Banatu, uglavnom većim naseljima. Pretpostavlja se da danas u srbijanskom dijelu Banata živi 8000 Hrvata. 
Kroz povijest se veliki broj Hrvata asimilirao u druge narode, što prirodno, što kao posljedica agresivne državne politike. Najčešće se to događalo u krajevima gdje su Hrvati bili izrazita manjina prema nekom drugom znatno brojnijem narodu, ali i među višim slojevima koji su se vezivali uz dominantni narod da bi stekli ili sačuvali povlastice, visoki društveni položaj i dobar imovinski status. Tako su se brojni Hrvati mađarizirali, ponijemčili, a dio ih se i posrbio. Neki od tih su se kasnije politički angažirali, otvoreno radeći protiv interesa hrvatske zajednice iz koje su potjecali. Također se dio njih vezao uz te narode iz romantičnog zanosa, kao što je bio slučaj kod Hrvata koji su stali uz mađarstvo i mađarski preporod, odnosno uz južnoslavensko jedinstvo, pa preko toga uz jugoslavenstvo, a malobrojni su se tako i odmaknuli time od hrvatstva završivši naposljetku uz srpstvo. Proces je išao i u suprotnom pravcu, pa su se tako dio ili cijela zajednica nekih naroda koji su bili manjinom u hrvatskom okružju pohrvatili pa osim albanskih Klimenata, zabilježeno je pohrvaćivanje Nijemaca u somborskoj okolici, Tavankutu, Mitrovici, Opovu, Petrovaradinu i drugdje, Slovaka u somborskoj okolici i Tavankutu, Mađara u Tavankutu i Rumi itd. Nakon Drugog svjetskog rata su se preostali Nijemci zbog pritisaka prikrivali svoju nacionalnost izjašnjavanjem pod Hrvate ili Mađare, s tim što je jedno vrijeme probitačnije bilo biti Hrvatima, koji su im bili bliski kao katolici. Kad je sustav bio represivno okrenut prema Hrvatima, kao nakon hrvatskog proljeća i za uspona velikosrpskog režima 1980-ih i kasnije, probitačnije je bilo biti Mađarom, Jugoslavenom ili Srbinom. Slično je bilo i s dijelom Mađara koji su u Titovoj Jugoslaviji stali uz hrvatsko ime, jer su im Hrvati bliži po vjeri, kulturi, obiteljskim svezama, a i mađarska sjećanja na srpsku osvetu i živu osvetoljubivost u srpskim redovima je bila presnažna.
Ženidbom, udajom i stvaranjem rodbinskih veza drugi su se narodi asimilirali u Hrvate u mjestima gdje su Hrvati bili većina, a u mjestima gdje su Hrvati bili manjina, asimilirali su se u Mađare ili Nijemce. Prvo se asimilirao visoki društveni sloj, poput plemstva, činovništva, svećenstva i ostale intelektualne elite. Usponom ili radi uspona na društvenoj ljestvici prihvaćali su jezik i kulturu dominantnog naroda. Hrvati su manje asimilirali druge narode, nego što su sami bili asimilirani. Uz već spomenuto albanskog pleme Klimenata u Hrtkovcima i Nikincima, Hrvati su asimilirali Slovake i Nijemce sa salašarskih naselja u okolici Sombora, u Tavankutu malobrojne Mađare, Nijemce i Slovake, dio zajednice Nijemaca u Mitrovici i Petrovaradinu, Mađare iz Rume, u Opovu Nijemce itd. Slom mađarske revolucije zaustavio je mađarizacijske procese na neko vrijeme. Uvedeno je Vojvodstvo Srbija i Tamiški Banat (1849. – 1860.) u kojem je službeni jezik bio njemački i "ilirički", pa su tako u hrvatskim mjestima u Bačkoj zapisnici vođeni na hrvatskom na lokalnoj ikavici, dok umjesto dotad uobičajenih naziva Dalmatinac ili Ilir sve se više službeno uporabljuje naziv Bunjevac. Nakon austro-ugarske i hrvatsko-ugarske nagodbe, mađarizacijski procesi slavenskog stanovništva se nesmiljeno nastavljaju, osobito u krajevima pod upravom Ugarske.

## Povijest

### Srednji vijek
Hrvati se pojavljuju na području današnje autonomne pokrajine Vojvodine još u srednjem vijeku. Pojava nije jednaka na svim područjima. Hrvati se pojavljuju pod jednim okolnostima na području Srijema, pod drugim okolnostima na području Bačke, a pod trećim okolnostima na području Banata.
Po najsmjelijim tezama Hrvati na prostor Srbije, točnije Banata, Bačke i Srijema dolaze najkasnije krajem 6. stoljeća kao jedan od brojnih naroda koji u savezu s predvodničkim Avarima stvara Avarski Kaganat, tada jednu od najvećih i najjačih država koja ima i svoju prijestolnicu u ovim krajevima. Brojni ostaci nekropola od 8. – 12. stoljeća govore o Avarima, ali i o Hrvatima. O tome govori i spominjanje srijemskog bana u Supetarskom kartularu kao jednog od sedam hrvatskih banova. Za to najranije razdoblje Hrvata, kao i današnje, osobito je važan i značajan Srijem. Iz toga vremena Hrvati nam se spominju ili kao Dalmatinci ili kao Iliri, što će za one koji pišu o Hrvatima kao bilo kojim drugima ostati do danas rado korištena frazeologija. Za njega se otimaju i bore prvo Bizant i Bugari, a potom i Madžari, dok nam je za ostali prostor malo izvora do dolaska Madžara u Banat i Bačku i Srba u peripanonski dio južno od Dunava.
Hrvatska nit i kontinuitet nastavljaju se i u daljnjem periodu, osobito za dio Srijema koji se nalazi u gusto naseljenoj Vukovskoj županiji, koja se prostirala prilično istočnije nego danas Vukovarsko srijemska županija. Postojanje Hrvata potvrđeno je i u prostoru Bačke za Arpadovića, a već od 13. stoljeća imamo prva naseljavanja Hrvata iz Bosne i Dalmacije, od kojih će osobito trag ostaviti skupina doseljenih Hrvata iz Usore i Soli u područje oko današnjeg Bača. Tako će uz Mađare Hrvati biti glavno stanovništvo na ovim prostorima tijekom srednjeg vijeka do dolaska Turaka Osmanlija.
Najranije pojave Šokaca na području Vojvodine još od 8. stoljeća, a Bunjevci dolaze u Vojvodinu u nekoliko valova, od 16. stoljeća i kasnije. U valu iz 1573. bunjevačke Hrvate u Bačku doveli su bosanski franjevci. Evetović smatra da su predci bunjevačkih Hrvata doselili u šest navrata unutar pet stoljeća, između 1241. i 1686. godine. Dio migracija organizirali su vladari Bačke radi naseljavanja svojih opustjelih zemalja. Drugi dio doseljavanja bio je posljedica posljedica zbijega pred represijom osmanskih begova nad kršćanima.
Zbog pritisaka u Turskom Carstvu su se Šokci u drugom valu doselili u Bačku.
Izvori bilježe 1633. da na području Bačke ima 30 katoličkih sela i da u njima žive Hrvati (catholicos Dalmatico sive Illyrico”).

### Turska vlast
Hrvati će se kao vojnici za obranu od Osmanlija naseliti tijekom 15. stoljeća na lijevu obalu Dunava, od Beograda do Smedereva i na lijevu obalu Save na vojno organizirani prostor Mačvanske banovine. U to doba pred Turcima se povlači i dio srpskog stanovništva koji se dijelom nastanjuje prije svega u Srijem i Slavoniju, a potom i u Banat i Bačku. S druge pak strane dio se starog, autohtonog hrvatskog stanovništva povlači na zapad prema habsburgškim zemljama, čime se prvi puta, poslije nekoliko stoljeća, mijenja etnička i narodnosna slika ovih prostora.
Za vrijeme turskih osvajanja su brojna područja u Bačkoj opustjela, a kršćansko stanovništvo je bilo obespravljeno pod turskom vlašću. Ipak, i u takvo Tursko Carstvo su doselili bunjevački Hrvati, a pretpostavlja se da su došli iz krajeva gdje su bili puno nepravedniji lokalni turski moćnici u ove krajeve, gdje su turski feudalci manje tlačili svoje podanike. Kao drugi razlog se navodi iznimno velika bijeda u kojoj su živjeli bunjevački Hrvati u svojim krajevima, tako da im je odlazak u Bačku nosio barem bolje životne uvjete.
Poslije mohačke bitke 1526. su i sami Turci naseljavali Hrvate u Podunavlju u tom razdoblju
Nakon što su Turci osvojili istočnohrvatska područja u Srijemu tijekom prve polovice 16. stoljeća, u kojem su u ono vrijeme živjeli Hrvati, Mađari i Srbi, dolazi do još jednog vala demografskih promjena. Dio srijemskih Hrvata se preselio na zapad ili na sjever, u krajeve izvan dosega izravne ratne ugroze. Drugi dio Hrvata nije ostao odan kršćanstvu, nego je prešao na islam tijekom stoljeća vladanja turske vlasti. Dio tih Hrvata koji se nisu poslije rekristijanizirali, poslije je oblikovao novi etnicitet kojeg je formirao vjerski identitet. Treći dio srijemskih Hrvata je ostao i uspio se očuvati, odoljevši svim vjerskim i asimilacijskim pritiscima. Oni su se nalazili oko današnjih naselja: Erdevika, Golubinaca, Kamenice, Karlovaca, Mitrovice, Morovića, Petrovaradina, Rume i Slankamena. Četvrti i peti dio Hrvata čini onaj dio Hrvata koji je uspio opstati, a da se pritom nije islamizirao i da je ostao vjeran kršćanstvu, ali nije ostao uz katoličanstvo, male su zajednice koje su prešle na kalvinizam: u Grgurevcima, Karlovcima i  Petrovaradinu odnosno zajednice Hrvata koje su prešle na pravoslavlje: u Dobrincima, Golubincima, Manđelosu,  Velikoj Remeti i Vognju. Za ove dvije zadnje kršćanske zajednice situacija je bila povoljnija, jer nisu pripadale vjeri neposrednih susjednih država s kojima je Osmansko Carstvo često bilo u ratu: katoličanstvu (Hrvatsko-Ugarska, Habsburška Monarhija, Mletačka Republika, Poljska), a pripadale su državama i narodima koje su bile osmanski saveznici, jer su te države bile neprijatelji njihovih neprijatelja.
U franjevačkoj su organizaciji Hrvati u Bačku doselili su 1610. godine. Radi naseljavanja krajeva, svećenik Ivan Matković 1612. godine zvao je isusovce u Bačku da bi tu djelovali. 1687. je godine uslijedila druga velika seoba Hrvata u Bačku u organizaciji franjevaca.

### Pod habsburškom vlašću
Do polovice 19. st. su Hrvati u Podunavlju mogli bez problema istovremeno biti etnokulturološki Hrvati i politički Mađari. Štaviše, hrvatsko školstvo je cvjetalo, posebice zahvaljujući franjevcima i njihovom budimskom kulturnom krugu. Postojala je velika jezična tolerancija u Ugarskoj: hrvatski je bio u uporabi u školama i crkvama gdjegod je bilo ugarskih Hrvata, a koristio se i u upravnim ustanovama. U nekim gradovima je čak bilo i uvjetom da zna hrvatski ako je želio raditi u javnoj službi, a čak je i Ugarski urbar iz 1767. u brojnim ugarskim županijama bio objavljen i na hrvatskom jeziku. Tada su, rastom mađarskog nacionalnog pokreta Hrvati s područja južne Ugarske, ali i u Trojednici, bili izloženi mađarizacijskim asimilatorskim pritiscima. Nositelji tog pokreta su zahtijevali da se sve manjine odreknu svojeg etno-kulturnog identiteta. Počelo se s rafiniranim metodama progona i istiskivanja jezika iz škola (na kraju su gašene odnosno onemogućavano otvaranje privatnih škola na hrvatskom jeziku), državnih ustanova pa na koncu i crkve. U tomu su ulogu imali i odnarođeni Hrvati; tako je kalačko-bački nadbiskup Gabrijel Patačić bio naredio kažnjavanje djece koja bi progovorila hrvatski u školi. 
Budući da su se Hrvati u Bačkoj i drugim dijelovima južne Ugarske doselili prije nego što se dovršila oblikovati suvremena hrvatska nacija, ostali su izvan hrvatskih nacionalno-osvjestiteljskih i integracijskih tokova. Tako su ih svi ti kulturno-društveni procesi koji su koncem 18. i početkom 19. st. oblikovali suvremenu hrvatsku naciju zaobišli bačke Hrvate ili ih djelimice dotakli i to ne svi procesi, tako da je samo mali dio nacionalne elite bačkih Hrvata u potpunosti upio sve te procese. Zbog toga veliki dio tog dijela hrvatskog naroda zapravo je i danas u prednacionalnom razdoblju, čemu su mnogo kumovali kasniji opstrukcijski procesi koji su prekinuli njihovo kasno osvještavanje u nekoliko navrata.
Situacija se iznimno pogoršala nakon mađarske revolucije 1848., kada su mađarske vlasti imale stav "da su svi oni koji govore mađarski Mađari (dotad su to bili samo povlašteni) i da svaki Mađar mora govoriti mađarski.". Uvidjevši što će se dogoditi, inteligencija tamošnjih Hrvata je ustrajno radila na narodnom buđenju (Ivan Antunović, Blaško Rajić, Pajo Kujundžić, Mijo Mandić, Lajčo Budanović, Stipan Vojnić Tunić, Vranje Sudarević, Petar Pekić). 
Ipak, iz raznih su razloga bunjevački Hrvati (uznapredovala mađarizacija inteligencije, vjerska bliskost, ideje "slobode i jednakosti") u Bačkoj stali uz mađarsku revoluciju, a protiv Srbima, i time i ostalim Hrvatima, unatoč stavu uglednika hrvatske zajednice u Bačkoj, što je rezultiralo u velikom krvoproliću u bitci kod Kaponje.
Nakon mađarske revolucije ukinut je ustavni poredak, koji je vraćen tek 1860. godine. Vremenom su se isprofilirale dvije političke opcije, Deákova stranka koja je bila tolerantna prema manjinama, i Neovisna četrdesetosmaška stranka, koja se sve šovinističkije odnosila prema manjinama. 1868. je prijelomna godina za nacionalne manjine u Ugarskoj. Te je godine Ugarski sabor izglasovao Zakon o narodnostima. Za bačke je Hrvate ovo bio iznimno važan dokument kojim su se služili kao osnovicom svoje političke borbe sve raspada Austro-Ugarske. Unatoč svemu tome, Hrvati u Bačkoj držali su se neorganizirano, postrance, neprepoznatljivo. Takve ih je zatekao rastući mađarski i srpski nacionalizam. Mađarstvo i srpstvo ih je stavilo pred vrata istine, jer je kraj zakašnjele infantilne faze nacionalne (ne)samosvijesti koja je kod bunjevačkih Hrvata još bila u predmodernoj fazi. Revolucionarna 1848. pokazala je snagu Hrvata (Jelačić) i Srba (stvaranje Srpske Vojvodine). Da se ne bi zamjerio rastućem agresivnom mađarskom nacionalizmu, ali i Srbima, vodeći je preporoditelj bunjevačkih Hrvata Ivan Antunović još uvijek njegovao regionalne, subetničke atribute bunjevačkog. Pa i takav je bio problem za Mađare, jer je i bunjevačko ime bilo problem, zbog čega Pučka kasina nije smjela biti osnovana pod prvotno predviđenim imenom Bunjevačke pučke kasine. Zbog svega tog, ni mađarske vlasti ni mađarska javnost nikako nisu odobravale ikakvo jačanje sveza bačkih Bunjevaca i Šokaca s Hrvatskom. Svaki pokušaj kojim bi se istaklo hrvatsko ime smatran je činom izdaje mađarske države. Svaka inicijativa bila je proglašavana panslavenskom, pojam od čega su se Mađari paranoično bojali (zbog proročanstva njemačkog filozofa o utapanju Mađara u slavensko more).
Aristokratski sloj bačkih Hrvata je u korijenima športa u Bačkoj. Početkom 19. stoljeća hrtovi su bili popularni u Bačkoj, i već tada u Subotici na trgu ispred Gradske kuće puštali su iz zabave hrta na zeca. Već 1840-ih konjičke utrke organizirano se odvijaju u Subotici, a 1860-ih doživjela veliki uspon konjarstva, a tome se priključio lov kao šport, odnosno trke hrtova. Ova je disciplina uzela maha kod bogatog sloja, tako i Hrvata, među kojima su Ištvan Sarić, Šimon Mukić, Jožef Mačković, Mikloš Đelmiš, Ištvan Kulunčić, Franjo Zomborčević, Karolj Pilasanović i Krištof Stipić. 1862. godine molbu za dozvolu Subotičkom senatu za osnivanje Konjičkog udruženja i udruženja vlasnika hrtova Bačke podnijeli su Šandor Vojnić od Bajše, Karolj Sarić, Mate Antunović i Imre Mađar mlađi. Tijekom druge polovine 19. stoljeća postojala je godišnja manifestacija – lov s hrtovima na Čantavirskoj plagi.
U desetljećima na prijelazu 19. u 20. st., financijski je sektor ovdašnjih Hrvata predstavljala Zemljodilska štedionica koja je poslije postala Hrvatska zemaljska banka - podružnica u Subotici.

### Prvi svjetski rat
Početkom rata je uvedena cenzura na tisak.
Područje Srijema je bilo mjestom grupiranja austro-ugarskih snaga koje su se spremale za invaziju na Srbiju. U Srijemu je trebala 2. Armija koja je trebala doći iz Galicije.
Kasnije je pod pritiskom Antante Kraljevina Srbija izvela ograničeni napad preko Save i upala u Srijem s 1. armijom. U isto vrijeme je 1. timočka divizija 2. Armije pretrpila teške gubitke pri prelasku rijeke, izgubivši oko 6000 vojnika, dok je Austro-Ugarskoj uspjela izbaciti iz stroja samo 2000 vojnika.
Pretkraj rata su se intenzivirale veze Zagreba i matice hrvatskog naroda s Hrvatima u Bačkoj.
Krajem rata i nakon potpisivanja primirja u Beogradu, došlo se do teme osamostaljivanja naroda u skladu s 14 točaka američkog predsjednika Wilsona. 
Nakon dugog pritiska tamošnjih Slavena, Jovan Cvijić je u Somboru sastavio memorandum koji je bio naslovljena na Mirovnu konferenciju u Parizu, u kojem je tražio da se Bajski trokut te Baranja s Mohačem pripoji novoj južnoslavenskoj državi. Memorandum je odnijelo izaslanstvo u kojem su od Hrvata bili Martin Matić (vođa izaslanstva), Josip Velin, Petar Pekić, Josip Đido Vuković, Šimun Rudić i Franjo Pijuković. Kasnije su u Pariz išli i Blaško Rajić, a bio je pozvan i Lajčo Budanović.

### U Kraljevini Jugoslaviji
Padom Austro-Ugarske, Hrvati su dočekali neka od svojih prava i prvih godina postojanja Kraljevine SHS su doživljavali kulturni procvat. Subotički Srbi su priznali realnost hrvatske većine u svom gradu te su mjesnim Hrvatima neposredno nakon rata prepustili čelne gradske funkcije. 
Bunjevački Hrvati su nastankom Kraljevine SHS su prvih godina te države doživjeli nacionalnu emancipaciju i afirmaciju. Prve su mjesece bili jedinstveni, no uskoro su se podijelili na dvije struje: većinsku, koja se izjašnjavala Hrvatima te na manjinu koja se je držala samo Bunjevcima. Ove druge su podupirali srpski vladajući krugovi.
No, sve iluzije o zajedničkim interesima su se počele razbivati kada se na pariškoj mirovnoj konferenciji pokazalo da Kraljevina Srbija uopće ne rade na tome da obuhvati sav "bratski hrvatski narod" iz cijele Bačke odnosno Bajskog trokuta i cijele Baranje u novu južnoslavensku državu, nego im je bilo bitno, cjenkajući se s Rumunjskom, uhvatiti što veći dio Banata, koji je imao brojne Srbe (što je bio južnoslavenski interes), ali se tome toliko površno pristupilo da su Pašićevi pregovarači u državu svojom političkom trgovinom uveli i područje koje je imalo većinske i brojne Mađare, južno Potisje. Težinu svemu daje što su bačkim Hrvatima do zadnjeg trenutka davali lažne nade i nisu dali niti naslutiti (iako su srpski pregovarači što će biti) da će biti podijeljeni i izdani i ostavljen na milost i nemilost, a i pokušaj 1919. plebiscita kojim bi se moglo spasiti ostavljene Hrvate su srpski političari osujetili.
Nažalost, Karađorđevićevski režim i klika oko njega je uskoro pokazala svoju velikosrpsku hegemonističku narav. Već 1920. su nasilnim putem, ukazima preuzeli vlast u Subotici: smijenili su Hrvate s položaja velikog župana i subotičkih gradskih čelnika, a namjesto njih stavili Srbe ili odnarođene bunjevačke Hrvate, čak i one koji su prije bili ugarski režimlije. Ovdje je režimski poduprta umjetna podjela hrvatskog naroda ostavila posljedicu. Kadgod su bili izbori, gdjegod da su bilo koja od te dvije struje imale nekakav bitniji utjecaj, te su političke stranke imale slabe rezultate baš zbog te podjele.
Šestosiječanjska diktatura je tu podjelu privremeno skrila jer je velikosrpski režim nasilno gušio svako isticanje nacionalnih razlika i sve meo pod tapet integralnog jugoslavenstva. Čim je nasilje popustilo, sve je izbilo nazad.
Novi su pritisci na Hrvate uslijedili nakon što su se priklonili Radićevom HSS-u, stranci koja je dok je djelovala i postojala po Bačkoj uvelike pridonijela očitovanju Bunjevaca i Šokaca kao Hrvata. U početku je HSS djelovala na kulturnom planu nego na političkom, a od 1935. uspjeva ostaviti konkretnije rezultate. Pri tome valja naglasiti da HSS nije bila ta koja je donijela hrvatsko ime u Bačku, jer ono je postojalo prije, nego ga je samo učvrstila. Posebice je to bilo važno kod osoba koje nisu bile sigurni u svoje podrijetlo, kod kojih je HSS utjecao da se te osobe javno izjasne kao Hrvati.
Do pojave HSS-a kao najutjecajnije stranke, interese tamošnjih Hrvata su zastupale Bunjevačko-šokačka stranka i Vojvođanska pučka stranka. Dio bunjevačkih Hrvata se priklonio Zemljodilskoj stranci, kasnije ogranku Radikalne stranke, no ta je polučila nekakve rezultate samo u Subotici. Okretanje tog dijela Hrvata toj stranci se objašnjava dobrim prijeratnim odnosima Hrvata i Srba u Subotici. Tijekom vremena su se bački Hrvati sve više politički okretali nacionalnoj i socijalnoj politici HSS-a.
Slabljenjem režima nakon atentata u Marseilleu 1934., ojačala je oporba koja se na području Vojvodine okupila oko Vojvođanskog pokreta, u kojem su bili Samostalna demokratska stranka na čelu s Dudom Boškovićem, Hrvatska seljačka stranka koju je vodio Josip Đido Vuković, Mađari koje je predvodio Imre Nagy te Slovaci koje je Janko Bulík. Ista je postigla veliki uspjeh na izborima 1938.
26. kolovoza 1939. je potpisan sporazum o formiranju Banovine Hrvatske, koji je imao nezadovoljnike i među srpskim i hrvatskim političarima, smatrajući da je druga strana "dobila previše". Većina hrvatskih političara smatrala je da je Banovina dobila premalo, jer u svom sastavu nije imala Boku kotorsku i sjeverozapadnu Bačku sa Suboticom. Ovaj sporazum je bio i početkom kraja Vojvođanskog pokreta, jer su ga napustili samostalni demokrati, a drugi veliki član, HSS, se podijelio po tom pitanju: na somborsko (Grgo Vuković) i subotičko krilo (Josip Đido Vuković). Somborsko je bilo za vojvođansku autonomiju i cjelovitost, a subotičko se htjelo priključiti Banovini Hrvatskoj, odnosno da se taj dio Bačke odvoji.
Kulturološki su se bački Hrvati u razdoblju između dva svjetska rata sve više vezali na Zagreb, tako da je mnoštvo bačkih Hrvata se školovalo i studiralo u Zagrebu. Isti su osnovali u Zagrebu Društvo bačkih Hrvata da bi se okupljali i surađivali s hrvatskim organizacijama u Bačkoj.
U tom razdoblju je na području Bačke utemeljeno mnotštvo kulturnih, prosvjetnih, športskih i vjerskih udruga i ustanova s hrvatskim predznakom, središtem kulturnog i društvenog života bačkih Hrvata su bili Subotica i Sombor.
Iako se većina bunjevačkih i šokačkih Hrvata kroz dvadeset godina Kraljevine Jugoslavije jasno opredijelila za hrvatstvo, do pred sam rat su srpski hegemonisti radili na podvajanju hrvatskog nacionalnog tkiva u Bačkoj. Još 1939. je ministar promet Nikola Bešlić 12. rujna 1939. se povodeći politikom "kad ne možemo Bunjevce posrbiti, ajde da ih bar otuđimo od Hrvata" izjavio da "Bunjevci nisu ni Srbi, ni Hrvati već su kao Bunjevci Jugoslaveni...Bunjevci neka samo i dalje ostanu Bunjevci", na što su brzojavkom premijeru Cvetkoviću sutradan odmah reagirali uglednici bunjevačkih Hrvata Blaško Rajić i Josip Đido Vuković: "Protiv ove njegove izjave odlučno prosvjedujemo, jer Bunjevci su bili i ostaju ono što jesu, samo Hrvati!". Isti ministar Nikola Bešlić, član Jugoslavenske radikalske zajednice, 17. je studenoga 1939. agitirao prema šokačkim Hrvatima izjavama "Šokci nisu nikad bili Hrvati, pa tako nikad i ne mogu biti Hrvati. Oni moraju ostati samo Šokci", a godinu dana poslije izjavljivao je da u Bačkoj i Baranji ne postoje Hrvati i "da su Bunjevci i Šokci uvijek bili Srbi negoli Hrvati",:str. 13, ignorirajući plebiscitarnu opredijeljenost bunjevačkih i šokačkih Hrvata za hrvatstvo. Potporu je nalazio samo u prorežimskim radikalskim "Bunjevačkim novinama":str. 13 koje su bile organom Zemljodilske i Radikalske stranke, u kojima je djelovao onaj krug Bunjevaca koji je predstavljao samo same sebe.

### Drugi svjetski rat
Drugi svjetski rat je donio trojaku sudbinu. Hrvati su se našli podijeljeni među četirima državama: bački Hrvati su došli pod Mađarsku, srijemski pod NDH, banatski pod Srbiju, a zapravo pod njemačku upravu, a istočnosrijemski formalno pod NDH, a stvarnu su vlast obnašale vojne vlasti Trećeg Reicha zbog važnog strateškog položaja, pa je uspostavljena oblast Ostsyrmien. Hrvati čine velik udio poginulih boraca 8. vojvođanske udarne brigade

#### Bačka
U Bačkoj se mađarska okupacija donijela nove pritiske i progone, a revanšizam se usmjerio na Slavene. Kolonizirani Srbi protjerani su u Srbiju i u NDH, domaći Hrvate i Srbe se odnarođivalo školstvom, mađariziranjem osobnih imena te pisanjem njihovih prezimena mađarskim pravopisom.  S obzirom na te okolnosti, čelništvo somborskog HSS-a se pasiviziralo. Mađarske vlasti su internirali u samostane duhovne vođe bačkih Hrvata Lajču Budanovića i Blaška Rajića. Ljeta 1941. su vlasti uhitile i Grgu Vukovića "zbog održavanje veza s NDH", no to je bilo inscenirano radi zavaravanja hrvatske zajednice. S obzirom na sve te pritiske, dio se hrvatske intelektualne elite (studenti i dr.) preselio u Hrvatsku odakle nastavljaju s kulturnom djelatnošću, organizirajući društva, tisak i sl. Prosrpski režimski Hrvati su emigrirali u Srbiju: Albe Kuntić, Martin Matić i još neki. Hrvatska kulturna aktivnost nije zamrla, ali je značajno smanjena. Dobra je strana bila što su Hrvati s dviju strana granice došli pod istu državu, pa su obnovljeni dodiri s Hrvatima iz mađarskog dijela Bačke, što je bilo znatno otežano u međuratno vrijeme kad je postojala tvrda granica. Mađarske su pak vlasti nastavile politiku Kraljevine Ugarske koja je promicala usitnjavanje hrvatskog naroda kroz etničke skupine. Tako su promicale i favorizirale bunjevačku posebnost na štetu hrvatstva, kako na svjetovnoj, tako i na crkvenoj razini (poznat je Bernardin Unyi koji je poricao da su Bunjevci i Šokci Hrvati). Iz tog datira osnivanje promađarskog Bunjevačko-šokačkog kulturnog saveza kojemu je na čelu bio Grgo Vuković. Isti je u Somboru izdavao Naše novine i dodatak tih novina Naš kalendar; odhrvaćivanje su uspješno opstruirali nacionalno svjesni Hrvati (Antun Matarić, Grga Bogdan) kojima je bazom bio HKD Miroljub iz Sombora. Vuković je isključen iz Miroljuba u travnju 1942., a proljeća 1943. su mađarske vlasti zabranile rad Hrvatskom kulturnom društvu Miroljub. Po pitanju vojnog angažmana, dio bačkih HSS-ovaca se je pridružio partizanima. Velik dio je poginuo u zadnjim borbama u tim krajevima.
Učinak mađarske okupacije bio je taj što je hrvatska nacionalno integracijska ideja prekinuta. Hrvati su bili neravnopravni, no ipak im je kroz bunjevačko ime bilo dopušteno imati kulturna društva te izvoditi kazališne predstave na materinjem jeziku. To je potrajalo sve do kraja mađarske okupacije 1944. godine.
Dio Hrvata se dao u oružani otpor i sabotaže novim mađarskim vlastima. No, rujna 1941. vlasti su razoktrile tu organizaciju. Tad su nakon mučenja ubijeni u subotičkoj Žutoj kući domoljubi i njihovi sljedbenici, a od poznatijih Hrvata bio je Matko Vuković. 1943. je godine protuobavještajni odjel mađarske okupacijske vlasti uhvatio dvije skupine pripadnika pokreta otpora. U prvoj su uhitili Vladimira Đanića, a drugu su skupinu pripadnika pokreta otpora zarobili nešto poslije, a od Hrvata među zarobljenim omladincima bio je Vladislav Kopunović; zatvoreni su i pri povlačenju 1944. prisilno odvedeni u Njemačku. Zimi iste godine je u Suboticu došao Geza Tikvicki (poslije rata najpoznatiji vojvođanski dužnosnik Hrvat) gdje je kod bivšeg državnog tužitelja Lazara Vukovića (također Hrvata) kod kojeg je organizirao osobe koje su htjele pristupiti NOP-u.:str. 5.-7. Ožujka 1944. je u dogovoru s Lajosom Joom, Hrvat Grgo Lulić ostao u Subotici organizirati narodnooslobodilački pokret po gradu, iako je htio otići na oslobođeni teritorij, jer su ga mađarske vlasti dvaput internirale (1941. i 1943.; nije mogao stanovati kod kuće, pa je noći kod Hrvata Antuna Vukovića, kod kojeg se nalazio s drugim suborcima:str. 10.-11., a koji je i sam bio komunikacijski posrednik NOP-ovaca:str. 21.).:str. 8.
NOP je značajnu potporu imao u hrvatskim selima subotičke okolice. Na Čekeriji je Ladislav Gros organizirao NOP, u Zlatnom Kraju (Đurđin) se organiziralo širenje tiska NOP-a i držalo bjegunce ("drug Mijo"). Agitacija kod Đurđina da se ne ide na rad niti u okupatorsku vojsku polučila je veliki uspjeh. Antun Prćić je držao partizansku bazu ("Drvar").:str. 9. Tavankutski Hrvati su mnogo pridonijeli antifašističkoj borbi; na Skenderovu se za vrijeme mađarske okupacije nalazila velika partizanska baza. Kurir među partizanskim bazama na Skenderovu i Šebešiću bio je Ivan Jakšić, koji je pred oslobođenje Subotice čuvao ključne objekte po gradu, da ih mađarski okupatori ne bi uništili u povlačenju. Marica Gros-Matijević je kad je došao partizanski odred postala sekretarom štaba odreda BB operativne zone. Grgo Lulić je uspostavio veze sa subotičkim hrvatskim intelektualcima koji su "i dušom i tijelom bili vezani za Hrvatsku, za bijeli Zagreb", ali koji su odbili suradnju s ustaškim pokretom i koji su odbili pokorničko držanje pred mađarskim vlastima: Markom Bačlijom, Grgom Skenderovićem, Lozanom Mihaljčevićem, Grgom Prćićem te skupinu hrvatskih omladinaca s Blaškom Stražarkovićem (poslije sekretar prvog subotičkog NOO-a i politički komesar nakon oslobođenja:str. 10., 86.).
Za širenje čitateljskih skupina koje će širiti NOP-ov tisak Grgo Lulić je došao u vezu s ovim subotičkim Hrvatima: Ivanom Jurićem, Ivanom Tonkovićem, Antunom Kopilovićem, Ivanom Vukovićem-Slikarom (poslije organizator čitateljskih skupina), Ernestom Gubičkom i inima.:str. 12. Predsjednik prvog subotičkog NOO-a (II. kvart) bio je Hrvat Pajo Rudinski, za I. kvart Ivan Jurić, blagajnik Lojzija Matković. Stevan Tonković je također imao veliku ulogu u formiranju NOO-a za cijeli grad Suboticu; Hrvati su u njemu imali sekretara Grgu Lulića i blagajnika Stevana Tonkovića. Veleposjednik Lajčo Jaramazović iz Tavankuta je skrivao ilegalce te materijalno i politički pomagao NOP.:str. 20.-21.
Nekoliko Hrvata komunista bilo je dijelom Balade vješanih domoljuba. 18. su studenoga 1941. vlasti pod optužbom za komunizam, sabotažu i obavještajni rad u korist SSSR-a objesili u Subotici 15 osoba, među njima Hrvate Šimu Tikvickog, Lazara Bačića, Antuna Suturovića i Rókusa Simokovicha. Brojni su subotički Hrvati NOP-ovci bili osuđeni na smrt u odsutnosti. Josip Merković nije uspio pobjeći; zimi 1942. ubili su ga žandari dok se krio po slamama.:str. 22. Franjo Vojnić-Purčar-Žvako je također bitno ime u antifašističkoj borbi. On i brat Ante su agitirali u narodu da se ne ide u vojsku, neka ne idu na prisilni rad, neka ne predaje hranu, organizirao je baze po subotičkoj okolici na salašima i pustarama, vodio antifašističko obrazovanje mladeži (preko Antuna Vojnića itd.
Na njegov nagovor Ive Nimčević je prvi dezertirao i napravio sklonište, a njegovim primjerom su se poveli i drugi; na njihov nagovor hrvatski pjesnik Blaško Vojnić Hajduk se nije vratio u vojsku s dopusta.:str. 22.-24.
U antifašističkoj borbi su se istakli i hrvatski književnici. Pored spomenutog Blaška Vojnića Hajduka, Balint Vujkov je održavao veze s partizanskim ilegalcima. Preko odvjetničkog ureda Ice Malagurskog Ćurčića je agitirao među seljacima.:str. 24.-25.
Partizanske baza su se nalazile u Subotici i okolici:; kod ud. Marije Nimčević u Subotici, kod ud. Matilke Vuković na salašu kod Aleksandrova,:str. 37., 52. Vece Milodanovića na Đurđinu, oko Blaška i Stipana Vojnića Hajduka na Pavlovcu, pod Žednikom oko Stipana Kovačića i Bartula Vojnića Purčara, cijele mreže na Bikovu oko Lazara Mikovića i Marka Buljovčića Karasa, na salašu kod Jose Mikovića, u Maloj Bosni kod svećenika Ivana Lebovića, oko Moravice, oko Pačira, na Tavankutu oko Estere Dević, na Verušiću oko Neste i Franje Kujundžića, kod Baći Nimčevića.:str. 24.-25., 63., 64. Ico Tomić -Jašo je bio ilegalac koji je 1944. pristupio partizanima.:str. 33.
Župnik Blaško Rajić, iako pod okupatorovom policijskom primotrom, nakon razgovora s Grgom Lulićem i Antom Vojnićem Purčarom pridružio NOP-u; u njegovoj su se plebaniji otad održavali sastanci partizanskih dužnosnika, ondje je sastavljen proglas pred oslobođenje, a uskoro su ga predložila za predsjednika sreskog NOO-a.:str. 56.-58. U noći 10. na 11. listopada 1944., subotički su Hrvati činili većinu među mladeži koja je uzvicima manifestirala NOV-u, Titu i sovjetskim saveznicima.:str. 72.
Na svečanoj sjednici subotičkog GNOO-a nakon oslobođenja, a kojoj je predsjedao Blaško Rajić, Ladislav Gros je istakao oduševljeni prijam na sjeveru Bačke među bunjevačkim Hrvatima na koji su naišli partizani, čijom predanošću se subotički odred očuvao i održao.:str. 77.
Velebnom pogrebu legendarnih partizanskih zapovjednika Jovana Mikića Spartaka, također Hrvata, iz Opova, te Tivadara Felegija te četvorice crvenoarmejaca nazočili su, od hrvatskih organizacija, i članovi hrvatskog pjevačkog društva Neven, Pučke kasine i Hrvatskog doma.:str. 80. Crkveni obred izvršio je rimokatolički svećenik Stipan Vujković, a srpski pravoslavni svećenik je opjevao poginule borce.:str. 82.

#### Banat
U Banatu su tamošnji Hrvati imali upravu Trećeg Reicha, iako je formalno bio dijelom Kraljevine Srbije.

#### Srijem
Jedini su nekakvi predah od pritisaka dočekali Hrvati u Srijemu, koji je bio dijelom NDH. No, i ti Hrvati su bili sigurni samo donekle, jer su vlasti NDH proganjale političke protivnike, a u sjeveroistočnim rubnim predjelima Srijema su Hrvati bili izloženi pritiscima Srba iz susjedstva koji su tako "izravnavali" račune za "izdaju Jugoslavije". Istočni Srijem je bio formalno dijelom NDH, no pod izravnom okupacijom Trećeg Reicha ( Okupationsgebiet Ostsyrmien), jer je bio važnom strateškom točkom, što je opet nosilo nove pritiske, jer se ipak radilo o nehrvatskim vlastima. U tom su razdoblju vlasti NDH protjerale srpske dobrovoljce koje je Kraljevina Jugoslavija naselila u Srijemu, a na njihova je mjesta naselila Hrvate iz siromašnih krajeva. Nakon što je NDH pokazala još grublje lice, proganjajući Srbe, Židove, komuniste, HSS-ovce, početna potpora se okrenula u otpor, počevši od napuštanja domobranskih postrojba do otvorenog suprotstavljanja vlastima odlaskom u partizane. Krajem rata i nakon rata su jugoslavenske vlasti protjerale naseljene Hrvate, a brojni nedužni obični i viđeni srijemski Hrvati su stradali pod raznoraznim konstruiranim optužbama da su "surađivali s okupatorom".

### Socijalistička Jugoslavija
Rat je u Vojvodini završio jeseni 1944. godine. Novi režim, jugoslavenski komunisti, uveli su vojnu vlast koja je djelovala do rujna 1945. godine. Novi režim je donio nekoliko odluka koje su znatno djelovale na okružje vojvođanskih Hrvata. Obračunao se s političkim protivnicima i kulturno organizirati stanovništvo. 6. travnja 1945. glavni NOO Vojvodine je donio odluku kojom se Vojvodina priključuje Federalnoj Srbiji. Poslije je na skupštini Antifašističkog vijeća narodnog oslobođenja Srbije ista potvrđena. Među vojvođanskim izaslanicima toj su skupštini nazočili Blaško Rajić, naslovni bački biskup i Lazo Jaramazović. Druga odluka koju se je potvrdilo na toj skupštini je pridonijela uklanjanju Hrvatima i Mađarima vjerski i kulturno bliskih Nijemaca, kojima se je oduzelo građanska i ljudska prava.

Barem u prvim fazama, novi je režim odlučio prekinuti politiku režima mađarskih hegemonista Austro-Ugarske, velikosrpskih hegemonista Kraljevine Jugoslavije te Horthyjeve Mađarske koji su negirali hrvatsku pripadnost bunjevačkim i šokačkim Hrvatima. Stoga je GNOOV okružnim NOO-ima uputio naputak kojim se sve osobe koje se izjasne kao Bunjevci ili Šokci također treba voditi kao Hrvate. Sama mjera nije bila toliko potrebna, s obzirom na to da su se uoči Drugog svjetskog rata i osobe iz redova Bunjevaca koje su se nekad najtvrđe protivile hrvatstvu Bunjevaca, otvoreno u medijima priznale neizbježnu istinu. Primjerice, novinar Joso Šokčić je krajem 1939. objavio u Subotičkim novinama otvoreno pismo naslova Kraj jedne zablude. U njemu je javno priznao da je živio u zabludi "da su Bunjevci neka četvrta nacija" te je predao uređivanje i vlasništvo nad listom Nevenom svećeniku Blašku Rajiću, dok su propagatori nacionalne posebnosti bunjevaštva i šokaštva (liferant vojske Kraljevine SHS Marko Jurić, Albe M. Kuntić te supruga časnika Kraljevine Jugoslavije Mara Đorđević Malagurski) bili malobrojni i prepoznati u redovima tamošnjih Hrvata kao režimski pristaše, a dosta ih je bilo promađarski orijentiranih. O tome je Joso Šokčić raspravljao s profesorom Dušanom Popovićem na stranicama Nevena. Prof. Popović je u broju od 10. studenoga 1939. zaključio za Bunjevce rekao "Svi ste, brate, Hrvati! A što ste, do đavola, ako niste to?", a za one iz redova Bunjevaca što su poricali hrvatstvo Bunjevaca rekao je "Pred historijom vi ćete biti smiješni, a bit ćete u isto vrijeme ljudi koji su iz partijskih razloga htjeli spriječiti jednu neminovnu stvar. Ovaj historijski proces niko ne može da zaustavi. I dobro je tako". 
Nakon kraja drugog svjetskog rata, uslijedio je kulturni procvat za hrvatsku zajednicu u Vojvodini, ali i političku emancipaciju. Nakon oslobođenja Subotice 10. listopada 1944. skoro svi u gradskoj upravi su bili Hrvati. Crkveni obred pokopa partizanskog velikana hrvatske nacionalnosti Jovana Mikića Spartaka vodio je rimokatolički svećenik Hrvat Stipan Vujković.:str. str. 82. Pokrenut je dnevni list Slobodna Bačka, poslije Radio Vijesti, kojima je glavni suradnik bio novinar Josip Šokčić.:str. 86. U Subotici je proradilo Hrv. nar. kazalište, 1953. pokrenute su osn. škole na hrv. jeziku i hrv. razredi u gimnazijama. Tavankut je dobio hrvatsko kulturno-prosvjetno društvo, u Somboru je otvoren Hrvatski prosvjetni dom. Na papiru su bili državotvorni narod u socijalističkoj Jugoslaviji s po svim ustavima jednakim pravima kao i Srbima. No, s druge strane je to skrivalo okrutnu zbilju: u isto vrijeme su se zbivali progoni i likvidacije mjesnih Hrvata koji nisu bili u partizanima, a vršili su ih samovoljni "narodni" sudovi i oni koji su se prikazivali kao partizanski osloboditelji, a koji su na svoju ruku smicali Hrvate (vidi kao u Srijemskoj Kamenici u listopadu 1944.), odnosno, u istom razdoblju su se događali procesi koji su razarali hrvatski kulturni prostor: 1946. se ukinulo Hrvatsku riječ kao dnevnik i preobrazilo ga u bezlični sovjetski tjednik (Subotičke novine), 1947. udar na pisce, nastavnike, profesore, duhovnike, crkvu, studente kaznama od par mjeseca do 15 godina robije, 1948. je ugašen književni časopis Njiva nakon 1. broja, sve hrv. ustanove i sve s hrvatskim predznakom je ugašeno, 1950. je subotičko Hrvatsko narodnog kazalište rastočeno i submitirano pod Srpskohrvatsku dramu, a te iste 1953. se maklo najglasnije osobe koje su zagovarale neka postoje hrvatske škole i izbacilo ih se s posla.; nastava na hrvatskom je ugašena te se izvodila samo na srpskom jeziku pod imenom srpskohrvatskog. Hrvatska je drama potrajala do 1958. godine, nakon čega mijenja ime i karakter - postala je Drama na srpskohrvatskom jeziku. Nakon tog udara na hrvatsku kulturu, hrvatski jezik se u kulturi u Vojvodini mogao naći samo u djelima hrvatskih pisaca iz Vojvodine.
Pored tih "revanšističkih" nedjela, Hrvate je pritisnula nova nevolja: komunistička politika koja je nepravedno sprovela agrarnu reformu i kolonizaciju. Hrvati su uglavnom bili poljodjelci, pa su "surovije od drugih platili nepravde agrarne reforme i kolonizacije, jer su stari i novi kolonisti iz pasivnih krajeva imali apsolutnu prednost" (uglavnom Srbi iz Hrvatske i BiH), dok su domaći (među njima i brojni Hrvati) samo iznimno. Nove mjere kolektivizacije, urbanizacije, agrarne reforme su osobito pogodile bunjevačke Hrvate, a ponajviše velike zemljoposjednike među njima; no s druge strane, dio siromašnih Hrvata bezemljaša je prvi put došao do ikakve zemlje.
Drugi krak agrarne reforme koji je nanio štetu hrvatskoj zajednici su bili novostvorene zadruge. Kako su one stvarane, tako su opustili salaši kojima su stanovnici uglavnom bili bunjevački Hrvati.
U prvim godinama poraća se organiziralo i kolonizaciju Vojvodine iz pasivnih krajeva bivše SFRJ. Stanovnike se doseljavalo u domove iseljenih Nijemaca, ali i na nove prostore. Tako je u SAP Vojvodinu doseljeni uglavnom Srbi, nešto Crnogoraca i Muslimana iz istočne Hercegovine, ali i nekoliko tisuća Hrvata, uglavnom s juga SR Hrvatske, ali i iz Gorskog kotara, Hercegovine i Bosne. Zbog neprilagođenosti na znatno drukčiju klimu, nesrazmjer obećanog u odnosu na stvarne životne uvjete, veliki se dio kolonista primorskih Hrvata vratio u rodni kraj vrlo brzo nakon dolaska. Procesi urbanizacije i slabijeg ulaganja u sela su kasnijih desetljeća rezultitrali depopulacijom sela, neki su salaši zamrli, veća sela su zabilježila rast kao i gradovi. Sela koja su preživjela su doživjela razvitak zbog izgradnje infrastrukture.
Krajem rata i u poraću rata su se nove vlasti pošle obračunavati s Crkvom i zaostatcima križarskih skupina. U Donjem Tavankutu su partizani 1944. strijeljali župnika Antuna Bergera.Ožujka 1948. je u Subotici osudilo 3 skupine od ukupno 27 katoličkih svećenika i aktivista, a optuženi su da su pripadali "ustaškoj i križarskoj terorističkoj organizaciji". 17. ožujka 1948. je osuđen Vojislav Pešut i još 9 osoba, od čega troje svećenika, 24. ožujka 1948. Mara Čović (Marija Čović) i još 8 osoba, od čega troje svećenika te 25. ožujka 1948. Tome Vukmanov i još 6 osoba., Ivan Kujundžić, Alojzije Poljaković i ostali. Zabilježena je križarska aktivnost i kod Srijemske Mitrovice. Pritisci zbog istrage su obuhvatili dvjesta ljudi.
Nakon što su prošle prve godine poraća progoni mjesnih Hrvata su izgubili na intenzitetu, no već polovicom '50-ih su komunističke vlasti počele sa sustavnim potiskivanjem, uništavanjem, negiranjem i prešućivanjem svega što je hrvatsko. Počelo se uklanjati pridjeve "hrvatski" iz kulturnih i drugih ustanova, društava, kao subotičko HNK koje je postalo Narodno pozorište, Hrvatska riječ prestaje izlaziti pod tim imenom, HAD Bačka, hrv. školstvo je 1958. ugašeno, a brojna hrv. društva su ukinuta i slično. Nacionalna politika komunističkog sustava je pokazala svoje lice: nastojali su zatomiti nacionalne osjećaje svima narodima, a posebice kod Hrvata, a da bi se stvorila nekakva jugoslavenska nacija. Hrvati izvan Hrvatske su bili izloženi snažnom odnarođivanju. Svako naglašavanje hrvatstva se proglašavalo nacionalizmom.
Stvari su se počele micati padom Rankovića i daljnjim liberalizacijama 1960-ih i početkom 1970-ih, odnosno za vrijeme hrvatskog proljeća. No i tada u teškim uvjetima. 
1960. su se sukobili pisci suradnici časopisa Rukoveti oko Miroslava Krleže, Marka Ristića i Oskara Daviča. Ishod je bio još jači dogmatizam, a hrvatske pisce se postupno uklonilo iz Uredništva, a suradnju su uskratili i onima koji su osnovali Rukovet. 1960-e je tako hrvatsko kulturno djelovanje ostalo ograničeno unutar okvira Katoličke crkve, malom broju društava kao što su somborski "Vladimir Nazor" i tavankutski "Matija Gubec". Vojvođanski hrvatski pisci su velikim dijelom djelovanje prebacili u Hrvatsku. U Vojvodini su ostali na hrvatskom pisati Ante Jakšić, Jakov Kopilović, Juraj Lončarević, Miroslav Slavko Mađer, Lazar Merković, Matija Poljaković, Ante Sekulić, Mara Švel-Garmišek, Balint Vujkov i još neki. No, zbog gospodarskog prosperiteta i obrazovnih mogućnosti 1950-ih i 1960-ih, Vojvodina je privukla hrvatske ekonomske migrante iz siromašnijih krajeva, najviše iz BiH, što je zbog činjenice da je to bilo stanovništvo u reproduktivnoj dobi, povoljno utjecalo na porast broja Hrvata, tako da je 1961. Vojvodina imala najveći postotak Hrvata nego ikad prije i poslije. Hrvatsko kulturno djelovanje je bilo otežano i ulaskom u 1970-e. Liberalizacije se osjetila u obnovljenoj Dužijanci 1968. u kojoj je sudjelovalo 3000 sudionika, a pratilo više od 100.000 gledatelja. Pokrenut je godišnjak Danica.Ipak, netom rođena ideja osnivanja pododbora Matice hrvatske je osujećeno, pa je osnovano par društava s hrvatskim predznakom. Tako su primjerice 1970. raznorazni pritisci utjecali na to da se umjesto planiranog osnivanja ogranka Matice hrvatske u Subotici osnuje Hrvatsko kulturno umjetničko društvo Bunjevačko kolo: beogradski tisak je to javnosti unaprijed prikazivao negativnim, a onda je uslijedila osuda od strane jugoslavenskog diktatora Josipa Broza Tita."Sječom u Karađorđevu" 1971. je uslijedio novi progon i zatvaranje vojvođanskih Hrvata, posebice inteligencije, od čega se tamošnja hrvatska zajednica nikad nije oporavila. Iz javnog života vlasti su uklonile više od 120 članova Pododbora Matice hrvatske koji se trebao osnovati. Radilo se o brojnim javnim djelatnicima, publicistima, pravnicima, inženjerima, liječnicima, novinarima, spisateljima, znanstvenicima, političarima te osoblju iz medija: suradnicima i urednicima radija, novina i časopisa koji su uhićeni, zatvoreni ili otpušteni s posla. Hrv. društvima je opet uklonjen predznak "hrvatski", a uslijedila su "proganjanja i ukidanja svega što je hrvatsko, iseljavanja, sudski procesi, nasilna asimilacija i represija" koja je potrajala narednih 20 godina, učinivši to razdoblje jednim od najtežih u povijesti za bačke Hrvate. Slomom proljeća se dio hrvatskih aktivista preselio u SR Hrvatsku. Indikativno je da je jugoslavenskom režimu bilo nepodobno ikakvo spominjanje neravnopravnosti Hrvata u Vojvodini. Tako je šesti broj Hrvatskog književnog lista bio zabranjen jer je sadržavao pismo čitatelja koji je pisao o neravnopravnosti Hrvata u Vojvodini. Objašnjenje koje su vlasti dale je glasilo da je to bilo "protuustavno pisanje" "jer se objavljivanjem tog pisma taj list pača u unutarnje stvari druge republike, na što taj list nema pravo".
Ni 1973. ta histerija talibanskih razmjera nije prestala: proskribiranim hrvatskim autorima se uništavalo djela, pa makar se radilo o zbirkama hrvatskih narodnih pjesama i pripovijedaka, velikom broju hrvatskih autora su njihove knjige izbacili iz knjižnog fonda subotičke Gradske knjižnice, pri čemu se neke izravno uklanjalo bacanjem u otpad, a knjige koje su bile klasične vrijednosti su kriomice rasprodavane po antikvarijatima; fonoteka i dokumentacija Radio Subotice je uništena, "da bi se uklonilo nepoćudne".
Kroz cijelo vrijeme od 1945. do raspada SFRJ su veze bačkih Hrvata s Hrvatskom bile slabije nego u razdoblju Kraljevine Jugoslavije, iako su Hrvati bili školovanjem, kulturom, gospodarski, rodbinski i na druge načine vezani za SR Hrvatsku. U tom dobu je jedina povezujuća snaga među Hrvatima u Vojvodini bila Katolička Crkva.

### Pred i nakon raspada SFRJ
Novo liberaliziranje je uslijedilo pred raspad SFRJ, kada se dopušta višestranačje i u SR Srbiji i počinju se osnivati političke stranke i dopušta slobodnije nošenje nacionalnih oznaka, no to je bilo zapravo u sve otežanijim i naposljetku vrlo teškim okolnostima. 
Krajem 1980-ih godina se pojavio politički projekt podvajanja hrvatskoga identiteta na sjeveru Bačke kroz stvaranje zasebne bunjevačke nacije. Srbijanske vlasti su u tome imale jednu od glavnih uloga, jer su ga od onda neprestano politički i materijalno poticale te mu davale punu stručnu potporu (jezikoslovnu, prosvjetnu, političko-pravno i sl.), a radi razbijanja slaborazvijenih identitetskih resursa vojvođanskih Hrvata. Isto se pokušalo kod šokačkih Hrvata, no praktično bez uspjeha. Ishodište tog projekta je bila temeljem subetničke osnove i regionalnih imena za Hrvate umjetno stvoriti nove nacije kojima je glavna ideologijska sastvnica antihrvatstvo.Kroz 20 godina se pokazalo da pripadnici elite bunjevačko-nehrvatske opcije ne bi mogli niti pokrenuti niti provoditi taj projekt. Od onda je veći dio pripadnika bunjevačko-nehrvatske opcije, ponajviše njihovo vodstvo se politički priklonilo uz čvrstorukaše beogradske političke pozornice (neki su postali ministri: Ivan Sedlak, ministar u Vladi Srbije za ljudska prava i prava nacionalnih manjina te ministar bez portfelja), prvo u SPS Slobodana Miloševića (te Mire Marković i Vojislava Šešelja s kojim su se grlili na subotičkom trgu), kojima se kasnije SRS i JUL te uz koalicijske vlade Vojislava Koštunice i njegove stranke DSS. Pri tome je bitno navesti da je projekt umjetne bunjevačke nacije u tom razdoblju jedno vrijeme bio  "na ledu" od listopada 2000. do kraja 2003. zbog toga što je bio savezništvu sa svrgnutim Miloševićevim režimom koji je 24. rujna 2000. odbio priznati poraz na predsjedničkim izborima u SR Jugoslaviji i sići s vlasti, što je kulminiralo masovnim beogradskim prosvjedom 5. listopada, nakon čega je Milošević pao s vlasti te je bunjevačko-nehrvatskoj opciji bilo očigledno politički neoportuno i riskantno ostati uz njegovu stranku.
Velikosrpski krugovi oko Slobodana Miloševića i Vojislava Šešelja su spremali napad na Hrvatsku i etničko čišćenje Hrvata iz Srbije, a huškačka retorika protiv Hrvata je bila sve jača. Prijetnje su se potom počele izvršavati, a iste se vršilo ubitstvima, progonima, pritiscima kojima se dovodilo mjesne Hrvate do odluke da napuste Srbiju po svaku cijenu, kao i nepriznavanjem postojanja Hrvata. 
Tako je Ministrica za ljudska prava i manjine u SRJ Margit Savović izjavila 10. lipnja 1994. da Hrvati u SRJ ne postoje; po ondašnjem zakonu, tamošnji Hrvati nisu bili ni narod ni manjina.
Vlasti su izmišljale i promicale nove nacije "koje nisu Hrvati" (Bunjevci i Šokci) i promicanjem i pomaganjem ustanova i udruga tih novih nacija, kojima bi se usitnilo hrvatsko tkivo u Vojvodini. To je bilo osobito pojačano od Miloševićeva dolaska na vlast, kao i nakon raspada SFRJ. Osim proguravanja te teze, obećanja beogradskih političara o statusu posebnih narodaza te dvije hrvatske etničke skupine su se i ispunila. 
Promicale su tezu da su "Bunjevci poseban narod ili da su katolički Srbi", unatoč činjenici da su hrvatski preporoditelji iz Bačke Blaško Rajić, Lajčo Budanović, braća Kujundžići, Đeno Dulić, Zomborčević i brojni drugi u hrvatskom kulturno-nacionalnom identitetu prepoznali svoj bunjevački identitet. Dio odnarođenih bunjevačkih Hrvata je kao i u doba Kraljevine Ugarske i Kraljevine Jugoslavije služio vlastima te je želio steći identitet jačih i vladajućih naroda u susjedstvu.
Ova je kampanja krenula pred popis stanovništva 1991., a potom i 2001. Kao i svakoj takvoj kampanji, cilj joj je bila asimilacija ciljanog naroda, u ovom slučaju, hrvatskog. Tako je na popisu 1991. su ondašnje vlasti Hrvatima široke ruke ponudile i mogućnost izjasniti se kao Bunjevci, Šokci, Jugoslaveni, a u tom je pravcu pred sami popis 1991. formirana t.zv. Bunjevačka i šokačka stranka koja je promicala dekroatizatorske interese tih dekroatiziranih Hrvata. Ubrzo se pokazalo kako je ta politika bila štetna i za te dekroatizirane Hrvate. Posljedica je bila da se ti Hrvati, koji su se izjasnili na tom popisu kao Bunjevci i Šokci, uopće nisu pojavili kao posebna cjelina na rezultatima popisa, nego su nestali, a u stvari su ostali "sakriveni" u rubrici "Ostali". S druge strane, broj izjašnjenih Hrvata se u konačnim tablicama znatno smanjio, tako da je ispalo da su Hrvati u brojnim naseljima samo nekakva nebitna nacionalna zajednica. Sukladno takvim rezultatima režim u Srbiji je imao izlike da Hrvatima ne daje niti status nacionalne manjine. Nadalje, etnička elita Hrvata izjašnjenih kao Bunjevci identitet svoje zajednice potvrđuje animozitetom ili antihrvatskom retorikom iz više razloga: zbog toga što se palo pod utjecaj velikosrpske propagande, radi dodvoravanja vlastima (da bi se ostvarila nekakva korist ili ostvarila sigurnost života i imovine) ili iskazivanjem animoziteta prema svom stvarnom identitetu da bi se dokazali ekstremnim velikosrbima, a radi izbjegavanja progona. Nekima nije ni to odhrvaćenje pomoglo: pojedini su javno poricali da su Hrvati i stavljali se iza identiteta "Bunjevac, Subotičanin", no unatoč tome su i takvi dobijali ultimatume " da za 24 sata napuste Srbiju", jer su velikosrpski ekstremisti znali da se iza tih anacionalnih imena "kriju" Hrvati.
Slika se nije izmijenila ni u desetljeću koje je uslijedilo. Srbijanska državna tijela i ustanove su i dalje poticala podvajanje u hrvatskoj zajednici, s time što je logistički pomagale sve skupine koje su se odmetale od hrvatstva, pa su logistički podupirale kvaziznanstvene, politički anakrona nastojanja radi stvaranja umjetne podjele hrvatskog autohtonog stanovništva na sjeveru Bačke, a sve radi lakše asimilacije vojvođanskih Hrvata. U tom pravcu su i potpore koje su dolazile od srpskih ekstremnijih političkih stranaka.Suprotno tome, sve prohrvatske opcije su bile izložene pritiscima, zanemarivanjima ili opstruiranjima. To je dovelo do toga da hrvatska zajednica do proljeća 2011. još nije uspjela dovršiti formiranje posebnog popisa birača niti u velikim sredinama kao što su Novi Sad i Beograd, gdje živi više od 25.000 Hrvata, a sve zbog straha, velikog animoziteta spram Hrvata u Srbiji, neprepoznatljivosti u urbanim sredinama (posebice u Novom Sadu i Beogradu) itd.
Računa se da je za doba Miloševićeve vlasti iz Vojvodine otišlo odnosno bilo prisiljeno otići 20.000 do 40.000 Hrvata, od čega je iz Srijema pod prijetnjama protjerano više od 20.000, pri čemu su Hrvati prisilno i uz prijetnje i nasilje morali zamijeniti svoje kuće u Srijemu. Indikativan je slučaj sela Kukujevaca, gdje su mjesni Hrvati bili izloženi strašnim prijetnjama, otpuštanjem s posla, brutalnim premlaćivanjima i ubojstvima, pri čemu su u tim zločinima u prvim fazama sudjelovale redovne policijske snage Srbije, dok su paravojne formacije činile ubojstva. Po navodima Memoranduma Udruge Hrvata izbjeglih iz Vojvodine, iselilo je 30.000 Hrvata, dok je ministrica SRJ Margit Savović u izjavi od 28. listopada 1993. to opovrgavala i priznavala isključivo brojku od 6.000 obitelji. 

Sveukupno vlasti u srpsko-crnogorskoj federaciji sve do 2002. nisu Hrvatima u Srbiji priznavale ni status ni prava nacionalne manjine.

Tih su desetljeća Hrvati sudjelovali u upravnim tijelima samo u Subotici i to u koaliciji zajedno s Mađarima.
Situaciju je Hrvatima u Vojvodini jako pomogao - uspjeh hrvatske nogometne reprezentacije na svjetskom prvenstvu 1998. godine. Nakon što je reprezentacija srpsko-crnogorske federacije ispala, Srbi su navijali za Hrvatsku te je uspjeh Hrvatske Hrvatima podigao rejting kod Srba. Kod nehrvatske opcije Bunjevaca se pokazao suprotno obrazac ponašanja, obrazac svojstven konvertitima (animozitet prema stvarnom identitetu).
Dolaskom DOS-a na vlast u Srbiji, državna se politika uvelike poboljšala prema tamošnjim Hrvatima. Ipak, i nakon pada Miloševićevog režima, stvari su ljudska i manjinska prava Hrvata u Srbiji su bila teška. Unatoč započinjanja demokratizacije društva u Srbiji, vrlo su se malo micale stvari oko zaštite prava Hrvata, koji su i nadalje bili prepušteni sebi i svojim skromnim resursima.
Situacija je 2004. bila takva da su Hrvati u Vojvodini i Srbiji bili prepušteni sami sebi izboriti se za svoja prava, pri čemu nisu mogli računati niti na Europsku uniju koja "favorizira nacionalne manjine u svakoj državi", kako je to slikovito opisao kulturni djelatnik bačkih Hrvata Lazar Ivan Krmpotić. Informativni prostor je pružao slabu ili iskrivljenu sliku o tamošnjim Hrvatima, jer su objektivna glasila bila ugašena, preživjela su pisala kako im je bilo naređeno, a povrh svega su hrvatska glasila iz RH prenosila te iskrivljene informacije. U to su vrijeme Hrvati bili zapostavljeni i u strukturama vlasti velikih gradova, čak i u onima gdje su bili vrlo velika zajednica. Tako su u Subotici Hrvati sudjelovali u vlasti s tek 3-4%, iako su po procjenama činili 50% stanovništva.
2005. je zabilježen zanimljivi paradoks. Kad je predsjednik DSHV-a na svečanoj sjednici pred hrvatskim predsjednikom Mesićem i srbijanskim predsjednikom Tadićem povodom 15. obljetnice utemeljenja DSHV-a pozvao srbijanske vlasti neka više ne dijeli umjetno hrvatski narod na Hrvate i "Bunjevce", bio je kazneno prijavljen. Tog su ga popodneva prijavili predstavnici iz 11 bunjevačkih institucija nehrvatske opcije, a jutra tog istoga dana su bili pred hrvatskim konzulatom u Subotici u redu čekali i tražili hrvatske dokumente: domovnice i putovnice. Paradoks i dvoličnost su se sastojali u tome što se za dobivanje tih isprava treba donijeti dokument da su se izjasnili kao Hrvati. Izjavu predsjednika DSHV-a su potvrdili iz hrvatskog konzulata.

### Stanje danas
Po stanju uoči popisa stanovništva 2011. godine, Hrvati su bili izloženi identitetskim nijekanjima, osobito bunjevački Hrvati u Bačkoj. Taj projekt nije našao potporu kod šokačkih Hrvata, za razliku od dijela bunjevačkih Hrvata. 
Što se tiče zastupljenosti u prestižnim strukturama društva, Hrvati su podzastupljeni. Institucionalna izgrađenost je krhka, socijalne veze nisu razvijene, među članovima je malobrojna interakcije, unutar manjinskog polja ne postoji sfera civilnog društva. Unutar same zajednice nisu razvijene demokratske institucije, što je inače boljka kod drugih manjina u Srbiji, pa često nema dijaloških oblika susretanja, kad se pojave sukobi interesa, nisu uvijek pozitivno razriješeni, nisu jasno definirane procedure donošenja odluka i slično. Nazočna je česta monolitna javnost unutar hrvatske manjine, a često je u situaciji da je pod snažnom kontrolom određenih skupina. Uz sve to, zbog toga što ne postoji planski odnos prema vlastitim snagama, potencijali hrvatskog kadra nisu najbolje iskorišteni. Neke pute tu situaciju vojvođanski Hrvati ne mogu sami riješiti, jer ih srbijanske državne vlasti opstruiraju, a da pri tome vanjskopolitičke institucije RH su slabo reagirale po tom pitanju.
Slika suradnje najvažnije znanstveno-kulturne institucije vojvođanskih Hrvata, ZKVH-a, sa znanstvenim i kulturnim institucijama u RH se je popravila od osnutka ZKVH 2008., no to je ponajviše zbog inicijative sa strane ZKVH, a ne ustanova iz RH.
Situacija vojvođanskih Hrvata danas nije jednaka kod sviju, nego je vrlo različita, ponajviše zbog svih 1990-ih. Istočnosrijemski Hrvati su najgore prošli, pretrpivši velike demografske gubitke, zbog pretrpljena nasilja kojem je motiv bio njihova nacionalnost, tako da je taj kraj ostao bez 30.000 Hrvata, dok je više od 20 ubijeno, a manjinska prava su znatno manja. Strah je stoga tu najjači, pa je broj ustanova i organizacija neznatan u usporedbi s drugima. Stanje se malo popravilo druge polovice 2000-ih, pa tako u Srijemu danas djeluje 11 kulturnih udruga, hrvatski se jezik predaje u Srijemskoj Mitrovici u pet škola te je službenim u još nekoliko naselja. Nasuprot njima, na sjeveru Bačke, gdje je veća koncentracija i brojnost Hrvata, stanje je povoljnije. Tako u Subotici postoji cjelovito obrazovanje na hrvatskom u peterima osnovnim školama te u dvjema srednjima. Postoje radijske postaje i tiskani mediji koji informiraju na hrvatskom, a sve najvažnije ustanove vojvođanskih Hrvata su u Subotici. Ipak, Hrvati u tim krajevima malo koriste svoja manjinska prava, zbog naslijeđenih strahova iz 1990-ih, manje od 10% hrvatske djece se školuje na materinskom (hrvatskom) jeziku, znatno manje od prosjeka inih manjina.
Pored tih, postoje manje poznate skupine Hrvata u Banatu te velikim gradovima kao Novi Sad ili izvan Vojvodine, Beograd. Hrvati u Banatu kao i oni u užoj Srbiji nemaju nikakvu udrugu te jedino kako eventualno djeluju je unutar Katoličke Crkve. Nacionalnomanjinsko organiziranje je izostalo i kod Hrvata u Novom Sadu, iako ih ondje živi skoro 6000. Sveukupno, između svih tih zajednica je slaba integriranost, veze između njih su male, slabe, površne i vrlo mali udio Hrvata (manje od 5%) sudjeluje u radu manjinskih tijela, što profesionalnih, što neprofesionalnih udruga.
Prema istraživanjima političkih preferencija koje je za svoj doktorat sprovela Jasminka Dulić, Hrvati iz Vojvodine većinski su priklonjeni demokratsko-liberalnom političkom bloku, po čemu se velikim dijelom slažu s Mađarima iz Vojvodine. Iz tog razloga su skloni strankama kao što su DS, LSV, LDP i nacionalno manjinske stranke - za Hrvate DSHV, a za Mađare SVM. Ono što temelji takav stav tih dvaju naroda je moralni konzervativizam utemeljen na kršćanskim vrjednotama i proeuropske naklonostima, odnosno kulturni konzervativizam. Po tomu se ta dva naroda razlikuju od Srba iz Vojvodine te nehrvatske opcije bunjevačkih Hrvata, koji su priklonjeni nacionalno-radikalskoj opciji temeljenom na tradicionalizmu i konzervativizmu, no ne onom konzervativizmu one vrste koji je kod Hrvata i Mađara, nego konzervativizmu iz modela iz  socrealističkog sustava. Hrvati u Vojvodini se ističu među drugim narodima po tome što im je izražena tradicionalost religioznosti, no ne u smislu protumodernosti ili protureformskosti.
Sadašnje stanje ne uliva veliki optimizam glede očuvanja hrvatskog identiteta u Srijemu, čemu su doprinos tome dale su i devedesete godine prošlog stoljeća tijekom kojih je došlo do masovnijeg protjerivanja hrvata iz Srijema. Hrvatska manjina u Srijemu nema zakonom riješen status kao što ga imaju manjine u Hrvatskoj kojima je osigurano mjesto zastupnika u Saboru Republike Hrvatske. Osiguranjem mjesta zastupnika dalo bi se na važnosti za ukazivanje problema zajednice i popravljanja njenog položaja. Hrvatima pripadaju garantirana mjesta u općinskim i gradskim skupštinama kao i u skupštini Vojvodine. Pogađa ih i problem nezaposlenosti. Hrvatske tvrtke koje danas ulažu u Srbiji premalo zapošljavaju hrvatsku mladež u Srijemu. Zapošljavanjem bi im dali materijalne preduvjete da se zadrže u Srijemu čime bi ta mladež nastavila očuvanje kulturne baštine srijemskih Hrvata.

## Hrvatski jezik u upravi, medijima i školstvu
Na cijelome teritoriju grada Subotice od 1993. hrvatski je bio službenim, no to je značajnije zaživjelo tek kada je ustanovljena općinska Služba za prevodilačke poslove na hrvatskom jeziku, što je bilo 2004. godine.
Nastava hrvatskog jezika u Republici Srbiji izvodi se od školske godine 2002./2003., a nastava u srednjim školama izvodi se od 2006./2007., i to u pet osnovnih škola (Subotica, Monoštor, Đurđin, Mala Bosna i Donji Tavankut), i tri srednje škole na području Grada Subotice. Predškolsko obrazovanje na hrvatskom jeziku izvodi se u četiri vrtića, u Subotici, Donjem Tavankutu,  Maloj Bosni, te u predškolskoj ustanovi „Naša radost“. Od visokoškolskih ustanova jedino Teološko-katehetski institut, kao viša školska ustanova Subotičke biskupije u Subotici, izvodi nastavu i na hrvatskom jeziku. Intenzivno se radi na osnivanju Katedre za hrvatski jezik na Filozofskom fakultetu u Novom Sadu.
Odlukom Skupštine općine Srijemska Mitrovica od kraja 2005., hrvatski je služben u Staroj Binguli. Apatinska općina proglasila je 2006. hrvatski jezik i pismo službenim u Sonti. Somborski statut iz 2008. je uveo hrvatski kao službeni u Monoštor i Bereg.
Po stanju od studenog 2009., hrvatski jezik je službenim jezikom na području Subotice, Sombora, Srijemske Mitrovice, Šida i Apatina. Od jeseni 2009., hrvatski jezik s elementima nacionalne kulture se uči u osnovnim školama u Plavni i Vajskoj. U Srijemskoj Mitrovici se hrvatski jezik uči u školama od jeseni 2009. kao fakultativni predmet. Prema dogovoru od 8. prosinca 2010., u Baču će se od drugog polugodišta u školama započeti s provođenjem izučavanja hrvatskog jezika i nacionalne kulture.
Od 2009. je Radio Sombor počeo emitirati jednosatnu tjednu emisiju na hrvatskom jeziku «Glas Hrvata».
U osnovne škole u Srijemskoj Mitrovici rujna 2009. godine uveden je predmet Hrvatski jezik s elementima nacionalne kulture. Odaziv djece bio je velik pa je predmet uveden u sve osnovne škole u Srijemskoj Mitrovici za sve uzraste. Nakon što se to dugo najavljivalo, 1. ožujka 2010. je drugi program Radiotelevizije Vojvodine započeo emitirati redoviti program na hrvatskom jeziku. Prvo će se svakog dana od 17.45 emitirati informativne sadržaje iz Vojvodine u svezi s hrvatskom manjinom. Planira se raditi emisije političkog, društvenog i kulturnog sadržaja, a do konca lipnja 2010. se očekuje da će se oformiti i Uredništvo na hrvatskom jeziku na RTV Vojvodine. Veliku ulogu u ovom događaju je imala promjena rukovodstva na RTV Vojvodine koje je bilo "recidivom 1990-ih", a drugi čimbenik je bio donošenje Statuta Vojvodine koji je uveo i hrvatski jezik kao službeni jezik u Vojvodini. 4. ožujka 2011. je najavljeno formiranje uredništva, raspisivanje natječaja za urednika i usvajanje programske sheme programa na hrvatskom jeziku Radio Novog Sada, a procedure bi trebale biti gotove do travnja 2011. 30. svibnja 2011. je najavljeno da će se donijeti odluka o promjeni statuta općine Šid, čime će se omogućiti uvođenje hrvatskog jezika i latiničnog pisma u službenu uporabu u naselju Sotu (40,07% Hrvata na popisu 2002.). Prvog tjedna lipnja 2011. godine je Hrvatsko narodno vijeće R. Srbije uputilo zahtjev lokalnoj vlasti u Šidu neka se hrvatski jezik uvede kao službeni u Batrovcima, jer to mjesto s 28,44% Hrvata ispunjava propisane uvjete.
2012. su postignuti novi pomaci te su osigurani sve bolji uvjeti za obrazovanje na hrvatskom jeziku: novi odjeli na hrvatskom jeziku u Kemijsko-tehnološkoj srednjoj školi (npr. hrvatski odjel dizajnera odjeće), planira se otvoriti predškolske skupine na hrvatskom u Šandoru (da bi se pomoglo nastavi na hrvatskom u Osnovnoj školi 'Sveti Sava'), povećani obujam prijevoza učenika uz jednako poboljšanu kakvoću, a od naredne godine očekuje se četiri odjela u Gimnaziji i Politehničkoj srednjoj školi te jedan dakle Kemijskoj srednjoj školi. Zasad je problem što se đaci prvaci upisuju u srpske odjele iako su išli u predškolske skupine na hrvatskom. Danas postoje predškolske skupine na hrvatskom u dječjem vrtiću 'Marija Petković' u Keru, te u Tavankutu i Đurđinu. Iako postoji dovoljan broj zainteresiranih i dovoljan broj djece, u Somboru i Apatinu nema nastave na hrvatskom niti predmeta 'Hrvatski s elementi nacionalne kulture'. Počevši od školske godine 2013./14., djeci će u osnovnoj školi u Bezdanu biti omogućeno fakultativno pohađati predmet 'Hrvatski jezik s elementima nacionalne kulture', s obzirom na veliki interes. Očekuje se da će to potaknuti da se i u Beregu i Somboru uvede fakultativna nastava hrvatskog, jer u tim dvama naseljima živi znatno veći broj Hrvata od onoga u Bezdanu. Od 2017. u Petrovaradinu se jednom tjedno održava nastava hrvatskog jezika s elementima nacionalne kulture u župnoj dvorani župe Uzvišenja svetoga Križa u Petrovaradinu. Broj zainteresiranih je porastao. Ograničenje rada hrvatskoj nastavi je slaba potpora Ministarstva znanosti i obrazovanja Republike Hrvatske.
Napretku hrvatske zajednice šteti pogubna koncentracija svega što je hrvatsko u Subotici, ponajviše u ruke bunjevačkih Hrvata. Zbog takve centralizacije, Hrvati u ostalim dijelovima Vojvodine i drugdje po Srbiji su potisnuti, po čemu su srijemski Hrvati najzakinutiji.

## Narječja
Bunjevački Hrvati govore zapadnom novoštokavskom ikavicom, istim narječjem hrvatskog jezika kojim govore Hrvati u Zagori, Lici, zapadnoj Hercegovini, srednjoj Bosni i Bosanskoj Krajini. U te govore spadaju autohtoni mjesni govori Bikova, Lemeša, Đurđina, Male Bosne, Tavankuta, Žednika, zatim u Bajmaku, na Kelebiji i Verušiću, govori Hrvata u gradu Subotici, u Mirgešu, na Pavlovcu, a još samo u tragovima i u Somboru.
Govori šokačkih Hrvata u Vojvodini, a to su primjerice autohtoni mjesni šokački govori Bača, Berega, Monoštora, Plavne, Sonte, Vajske te govori srijemskih Hrvata se temelje na slavonskom staroštokavskom ikavicom hrvatskoga jezika, narječjem hrvatskoga jezika kojim govore Hrvati u Slavoniji, Baranji, Posavini, rumunjskom Rekašu, mađarskom Santovu i manjim oazama u Podravini i Bačkoj. Šokački govori iz Bođana odudaraju od drugih šokačkih govora po tome što je to jedino selo sa značajnom zajednicom šokačkih Hrvata gdje prevladava ekavski refleks među šokačkim Hrvatima, što je posljedica toga što u tom selu od davna žive izmiješani sa Srbima
Smanjena uporaba staroštokavskih govora kod mlađih naraštaja je posljedica utjecaja standarda i novoštokavskih govora, brojnih socioloških i političkih čimbenika, a najveći utjecaj imaju mediji i škola.Budući da je govor šokačkih Hrvata uvijek bio samo govorom obitelji, a nikad nije bio dobro primljen u javnom životu, došlo je do situacije da najmlađi iz obitelji šokačkih Hrvata niti kod kuće ne koriste govor svojih predaka, nego su prešli na govor okružja, na srpski standard.
Govori doseljenih Hrvata u Vojvodinu nakon 1945. variraju ovisno o dobi. Stariji govore narječjem rodnog zavičaja, dok su mlađi Hrvati usvojili narječje sela ili grada u kojem su se rodili i žive. Usvajanje hrvatskoga standardnog jezika u Bačkoj u zadnjih 2000-ih je i 2010-ih godina izrazito poraslo, što se posebice odrazilo i dalo izvrsne rezultate u znanosti i u kulturnom životu uopće. Nasuprot tome, u Vojvodini su danas hrvatski organski idiomi izrazito ugroženi.

## Stanje po popisima
Vidi više u članku demografska povijest Vojvodine.
| Godina | Hrvata prema | postotak | Hrvata prema | postotak | Hrvata prema  | postotak | nehrv. opcija Bunjevci | postotak | nehrv. opcija Šokci | postotak |
| ------ | ------------ | -------- | ------------ | -------- | ------------- | -------- | ---------------------- | -------- | ------------------- | -------- |
| 1880.  | -            | -        | 72.486       | 6,2%     | -             | -        | -                      | -        | -                   | -        |
| 1890.  | -            | -        | 80.404       | 6,0%     | -             | -        | -                      | -        | -                   | -        |
| 1900.  | -            | -        | 80.901       | 5,6%     | -             | -        | -                      | -        | -                   | -        |
| 1910.  | -            | -        | 91.016       | 6,0%     | -             | -        | -                      | -        | -                   | -        |
| 1921.  | -            | -        | 129.788      | 8,5%     | -             | -        | -                      | -        | -                   | -        |
| 1931.  | -            | -        | 132.517      | 8,2%     | -             | -        | -                      | -        | -                   | -        |
| 1941.  | -            | -        | 105.810      | 6,5%     | -             | -        | -                      | -        | -                   | -        |
| 1948.  | -            | -        | 132.980      | 8,1%     | -             | -        | -                      | -        | -                   | -        |
| 1953.  | -            | -        | 127.040      | 7,5%     | 128.054       | 7,5%     | -                      | -        | -                   | -        |
| 1961.  | -            | -        | 145.341      | 7,8%     | 145.341       | 7,8%     | -                      | -        | -                   | -        |
| 1971.  | 120.303      | -        | 138.561      | 7,1%     | 138.561       | 7,1%     | -                      | -        | -                   | -        |
| 1981.  | 109.204      | 5,37%    | 119.157      | 5,9%     | 109.203       | 5,4%     | 9.755                  | -        | 199                 | -        |
| 1991.  | 74.808       | 3,71%    | 98.025       | 4,9%     | 72.394 74.226 | 3,7%     | 21.552                 | 1,1%     | 1.866               | 0,1%     |
| 2002.  | 56.546       | 2,78%    | -            | -        | 56.546        | 2,8%     | 19,766                 | 0,9%     | 679                 | -        |
| 2011.  |              |          | -            | -        | 47.033        | 2,4%     | 16.469                 | 0,85%    | ?                   | ?        |

- prvi stupac: Tomislav Žigmanov: Hrvati u Vojvodini - aktualni trenutak, Hrvatska revija br.3/2005.
- treći stupac: Karoly Kocsis, Eszter Kocsis-Hodosi: Hungarian Minorities in the Carpathian Basin - Ethnic structure of the population of the present territory of Vojvodina (1880-1991)
- peti stupac: Hrvatim prema Statističkom godišnjaku SAP Vojvodine i Republičkom zavodu za statistiku Republike Srbije

Od 56.546 Hrvata u Bačkoj, oko 40.000 je u Bačkoj, oko 12.000 u Srijemu. Najviše ih je u Subotici, Somboru i Novom Sadu.
Hrvate u Vojvodini je na popisima karakterizirala i etnička mimikrija - izjašnjavanjem pod drugim nacionalnim imenom radi izbjegavanja pritisaka odnosno mogućnosti napredovanja u karijeri i ostvarivanja kvalitetnijeg života. Tako su svojevremeno rasle brojnosti izjašnjenih kao Bunjevaca i Šokaca, a dobrim dijelom i osoba izjašnjenih kao Jugoslaveni, dok je istodobno bilježen pad broja osoba izjašnjenih kao Hrvati. Smatra se da od 200.000 nacionalno neopredijeljenih građana u Srbiji veliki udio čine Hrvati; kod Hrvata koji se nisu izjasnili kao Hrvati, brojni su se u Srijemu izjašnjavali kao neopredijeljeni ili su bili neizjašnjeni, dok su se u Bačkoj mnogi izjašnjavali prema svojoj subetničkoj pripadnosti.
Pri tome se ne smije nepravedno pripisivati sav "gubitak" Hrvata etničkoj mimikriji, jer je postojala prirodna depopulacija, dobrovoljno iseljavanje u Hrvatsku ili u inozemstvo, ali prije svega nizak prirodni prirast koji je karakterizirao cijelu SAP Vojvodinu. 
Statistički se procjenivalo da bi broj Hrvata 1981. u Vojvodini trebao biti 142.718. Do brojke se došlo popisnim stanjem 1971. uvećanim za prirodni prirast i migracijski saldo Hrvata s drugim republikama i inozemstvom. Popisom 1981. izbrojeno je 109.203 Hrvata u Vojvodini, što daje pretpostavku o drukčijem izjašnjavanju 34.000 Hrvata. Posljedica je da su neka bačka naselja s tradicionalno brojna Hrvatima izgubila hrvatsku većinu. Ovo nije posljedica nacionalno miješanih brakova, jer je broj miješanih brakova sporije narastao od broja neopredijeljenih Jugoslavena. Isto tako brz rast broja Jugoslavena u nacionalno homogenim naseljima ruši te pretpostavke.
Od jačanja velikosrpskih snaga u drugoj polovici 1980-ih su se pojavili dodatni pritisci na Hrvate (nakon onih iz i nakon doba hrvatskog proljeća), koji su rezultirali u dobrovoljnim odlascima radi izbjegavanja pritisaka odnosno nakon pritisaka i zastrašivanja, i prije svega nasilnih odlazaka u RH ili inozemstvo. 
Posljedica svega toga je da se danas "jedni srame reći da su Hrvati, drugi su još uvijek u strahu" "...dio naroda izjašnjava kao Hrvati, drugi kao Bunjevci, treći kao Jugoslaveni, a postoje i oni koji su neizjašnjeni.", pa se čak "...u najužoj rodbini, čak i unutar iste obitelji, ljudi različito izjašnjavaju.", s time što je ovakva podvojenost "plod stalne manipulacije ovdašnjeg hrvatskog življa od strane svih režima, od Marije Terezije do danas".
Da bi hrvatska nacionalna manjine ostvarila sva manjinska prava u Srbiji, Hrvatsko nacionalno vijeće Republike Srbije je pokrenulo kampanju Izjasni se HRabro, kojom želi potaknuti pripadnike hrvatske zajednice neka se izjašnjavaju kao Hrvati, da se ne ponove situacije s prijašnjih popisa kad se zbog straha za vlastitu sigurnost veliki dio Hrvata nije izjasnio kao Hrvati te zbog toga Hrvati iz Srbije nisu mogli zakonskim putem ostvarivati prava na koja bi imali pravo s obzirom na svoju brojnost.
Na popisu 2011. broj Hrvata je smanjen. Na razini R. Srbije to je pojava kod svih opcija kod Hrvata: kod izjašnjenih Hrvata manje je 12.702 pripadnika, kod nehrvatske opcije koja se izjasnila kao Bunjevci manje je za 3306 pripadnika, slijedi malobrojna nehrvatska opcija izjašnjenih kao Šokci, dok kod četvrte nehrvatske opcije kod Hrvata, gdje su izjašnjeni kao Jugoslaveni, i ta je skupina zabilježila pad od 57.418 pripadnika, no u njoj su i pripadnici drugih naroda. Tome su pridonijeli iznimno negativni demografski trendovi unutar hrvatske zajednice, opći uvjeti ekonomske besperspektivnosti i negativno društveno ozračje spram Hrvata, iseljavanje mladih i obrazovanih, činjenica da su Hrvati bili "objektom etnički motiviranog nasilja" (više od 20 registriranih incidenata), što su u medijima prikazivani kao negativci (napose u Subotici kao "narod koji obavlja asimilaciju"), negativno medijsko tretiranje koje je stvaralo gađenjespram svega hrvatskog. Neočekivano je veliki broj ljudi koji su u nacionalnom smislu neopredijeljeni. Zanimljiva je činjenica da među izjašnjenim Hrvatima 59 posto čine Hrvatice. S obzirom na činjenicu da je Srbija izgubila 5% stanovništva, da je samo beogradska regija zabilježila rast, a sve ostale pad (na jugu Srbije negdje i 40% stanovnika), i prijateljskom bi okružju broj pripadnika bio u padu. Po brojnosti izjašnjeni Hrvati su iza Srba, Mađara i Slovaka, a zajedno s nehrvatskim opcijama Bunjevaca i Šokaca su iza Srba i Mađara. U Gradu Subotici i Apatinu činili su više od 10% stanovnika, u općinama Somboru, Baču i Srijemskim Karlovcima, a od unutar 1 - 5% stanovnika bili su u Kuli, Vrbasu, Bačkoj Palanci, Novom Sadu, Titelu, Beočinu, Srijemskoj Mitrovici, Irigu, Rumi, Inđiji, Staroj Pazovi, Petrovaradinu i Opovu.

## Kultura
Uvriježeno je mišljenje toponimija kulture Hrvata u Vojvodini pokriva samo prostor oko Subotice i Sombora, jugozapadne Bačke i Srijema, no to nije ograničeno samo na taj prostor. Kako je naglasio ravnatelj ZKVH-a Tomislav Žigmanov na otvorenju izložbe akademskog slikara Kristijana Sekulića u Subotici, tu je bitan i prostor Novoga Sada, gdje postoji značajna scena stvaratelja koji djeluju na različitim područjima kulture.

### Pučke manifestacije
Najpoznatije su pučke manifestacije Hrvata u Vojvodini Dužijanca, Dužionica i Grožđe bal, koje su u svezi s poljodjelskim radovima (žetva, berba grožđa) te Veliko prelo.
Višestruka je manifestacija Šokačko veče, koju organizira kulturno-prosvjetna zajednica Hrvata "Šokadija" iz Sonte, a održava se od 2001. u Sonti. 
Od 2001. Demokratski savez Hrvata u Vojvodini organizira u Subotici, Sonti, Srijemskoj Mitrovici i Somboru običajnu manifestaciju bačkih bunjevčakih Hrvata Deb'o četvrtak, manifestaciju koja se održava prije nego što počne korizma.
Vjersko-kulturnu manifestaciju Razgovor u Subotici je održavala Hrvatska prosvjetna zajednica od 1934. – 1940., a obnovio ju je Katolički institut za kulturu, povijest i duhovnost Ivan Antunović 1990. godine. Od 1944. se godine u Monoštoru održava vjersko-kulturna manifestacija Zavitni dan. Seoski dio proslave organizira Kulturno-umjetničko društvo Hrvata Bodrog.
U Baču Hrvatsko kulturno-umjetničko i prosvjetno društvo „Mostonga" organizira Susret Šokadije.

### Dječje manifestacije
Od 1996. se u Tavankutu odražava Festival dječjeg folklora "Djeca su ukras svijeta", kojeg organizira mjesno Hrvatsko kulturno-prosvjetno društvo Matija Gubec.
Od 2004. se godine u Subotici održava Hrckov maskenbal,pokladna manifestacija djece koja pohađaju nastavu na hrvatskom jeziku.
U Subotici se održava Pokrajinska smotra recitatora na hrvatskom jeziku, a organizira ju subotička Hrvatska čitaonica.

### Glazbene manifestacije
Od 1987. se godine u Subotici održava Zlatna harfa, godišnji susret malih župnih zborova.
Od 1994. se godine u Beregu održavaju Mikini dani, glazbeno-gastronomsko-likovna manifestacija, koju organizira Hrvatsko kulturno prosvjetno društvo "Silvije Strahimir Kranjčević".
Od 2001. se godine u Subotici održava Festival bunjevački pisama.
Od 2006. se godine u Subotici održava HosanaFest, festival hrvatskih duhovnih pjesama, kojeg organizira Povjerenstvo za pastoral mladih Subotičke biskupije. Od iste se godine u Monoštoru održava Festival marijanskog pučkog pjevanja, festival duhovne glazbe, kojeg organizira Kulturno umjetničko društvo Hrvata "Bodrog".

### Kazališta
U Vojvodini su Hrvati nekad imali svoje hrvatsko narodno kazalište u Subotici.
Od 1996. se godine u Mirgešu održava Festival hrvatskog amaterskog teatra.

### Tiskovine i internetski mediji
Od tiskanih medija na hrvatskom jeziku danas u Vojvodini izlaze Hrvatska riječ, Zvonik, Glas ravnice, Miroljub, Klasje naših ravni, Subotička Danica, Glasnik Pučke kasine, a donedavna su izlazili i Bačko klasje, Žig. Kao prilog Hrvatske riječi izlaze izdanja za mlade Kužiš?! i Hrcko.
Internetsko izdanje danas ima subotička Hrvatska riječ, Zvonik, Glas ravnice i Glasnik Pučke kasine a nekad su internetsko izdanje imali Miroljub, Klasje naših ravni i Žig.

### Radio i televizija
Radio Subotica emitira program na hrvatskom jeziku.
Od televizijskih emisija, na hrvatskom se jeziku emitira emisija TV tjednik na Yu Eco televiziji, a od 20. srpnja 2001. do 26. siječnja 2005. se na TV Novi Sad bila emitirala polusatna emisija TV divani, kada je zbog političkih razloga TV Novi Sad odbila emitirati emisiju.

### Nakladništvo
Nakladnička djelatnost se odvija preko NIU Hrvatska riječ (izdanja), Katoličkog instituta za kulturu, povijest i duhovnost Ivan Antunović i Zavoda za kulturu vojvođanskih Hrvata.

### Jezik kao službeni
Poslovnikom Skupštine AP Vojvodine od 2002. utvrdilo se da i hrvatski jezik bude u uporabi. Tako je trebao postati službenim jezikom u Vojvodini, no kako to nije potvrdila srbijanska Skupština, odluka nije stupila na snagu.
2009. su Statutom AP Vojvodine hrvatski jezik i pismo uvedeni su kao jedan od službenih jezika i pisama u organima i organizacijama Autonomne Pokrajine Vojvodine. Postoji prevoditelj za hrvatski jezik u Službi za prevoditeljske poslove pri pokrajinskom tajništvu za propise, upravu i nacionalne zajednice.

### Književne manifestacije
Od 2002. se godine u Subotici održavaju Dani Balinta Vujkova organizaciji Hrvatske čitaonice.
Od 2003. se godine održava Susret pučkih pjesnika Lira naiva kojeg organiziraju Organiziraju ga Hrvatska čitaonica i Katolički institut za kulturu, povijest i duhovnost Ivan Antunović.
Hrvatska čitaonica od 2007. održava Književno prelo.

### Književne nagrade
Od 2010. Društvo književnika Vojvodine dodjeljuje nagradu za najbolju knjigu na hrvatskom jeziku. Nagrada nosi ime hrvatskog književnika Ilije Okrugića Srijemca. Utemeljena je na poticaj hrvatskog književnika Petka Vojnića Purčara.
Od 2011. je godine Kulturno prosvjetna zajednica Hrvata «Šokadija» iz Sonte objavila je književni natječaj Za lipu rič povodom manifestacije Šokačko veče. Pjesme moraju biti neobjavljene, pisane neknjiževnim narječjem hrvatskoga jezika, šokačkom ikavicom. Nagrađuje se 5 prvoplasiranih.

### Književni časopisi
Aktivnost hrvatskih književnika iz Vojvodine razvijala se kroz više književnih listova i časopisa:
- Časopis za književnost i umjetnost Klasje naših ravni, pokrenut je u Subotici 1935., a tijekom II. svj. rata, tri sveska izlaze u Zagrebu (nakladom Društva bačkih Hrvata). Izlaženje časopisa Klasje naših ravni obnovljeno je 1996. u Subotici, gdje od tada djeluje kao glasilo Matice hrvatske Subotica. Časopis na godinu tiska dvanaest brojeva, u šest svezaka, formata A-4, na 120 str.

- Časopis za književnost i umjetnost Rukovet, izlazi u Subotici od svibnja 1955. god., a pokrenuo ga je Lazar Merković.

- Srpnja 2013. izašao je časopis za književnost i umjetnost Nova riječ koji izlazi na hrvatskom jeziku.[113]

### Likovne kolonije i udruge
Hrvatske ustanove organiziraju likovne kolonije:
- Kolonija naive u tehnici slame (od 1986.), organizira ju Hrvatsko kulturno prosvjetno društvo "Matija Gubec" iz Tavankuta[114]
- Međunarodna likovna kolonija Bunarić (od 1997.), organizira ju Likovni odjel HKC Bunjevačko kolo,[115] jedna od 28 manifestacija u sklopu Dužijance
- Likovna kolonija u župi Presvetog Trojstva u Somboru (od 2006,), organizira ju Župa Presvetog Trojstva u Somboru[116]
- Likovna kolonija Ivan Gundić Ćiso - Dalmata (od 2009.), organizira ju HKUD Vladimir Nazor iz Stanišića[117]
- Međunarodna umjetnička kolonija Stipan Šabić (od 2011.), održava se na salašu Paje Đurasevića na Bunariću, organizira ju Hrvatska likovna udruga «Cro Art»[118]
- Hrvatska likovna udruga Cro Art iz Subotice[119]

### Udruge
Hrvatska zajednica suočava se s problemom poplava mnoštva udruga, funkcionalnošću i svrhovitošću udruga, ravnopravnom distribucijom novca s obzirom na napučenost Hrvatima i disperzijom Hrvata po Srbiji. Od preko 60 hrvatskih udruga u Republici Srbiji, koliko ih na popisu te time i financiranju ima HNV, 25 ih je iz Subotice. S udrugama iz subotičkih sela čine više od polovice hrvatskih kulturnih udruga dolazi iz tog kraja. S obzirom na popis stanovništva, Subotica i okolica zbog koncentriranosti hrvatske zajednice dobiva nesrazmjerno više. U Subotici i okolici je oko 10.000 Bunjevaca nehrvatske opcije (koji nemaju ništa zajedničko s Hrvatima osim kad se interesno izjašnjavaju kao Hrvati radi dokumenata i povlatica) te oko 10.000 „hrvatskih Bunjevaca“. U cijeloj Republici Srbiji je oko 57.000 „običnih“ Hrvata, osobito u Srijemu i Beogradu, no mnoštvo njih se još uvijek ne usude službeno izjasniti kao Hrvati. Nesrazmjerno više novaca završava u subotičkom okružju. Izmišlja se hrvatske udruge koje tako i dobivaju više od polovice ukupnih sredstava namijenjenih svim hrvatskim udrugama u Republici Srbiji, posebice najezda udruga predznaka CRO da namaknule što veći novac. Gledano po članstvu hrvatskih udruga i ustanova u Subotici, tu su cijele obitelji „hrvatskih Bunjevaca“ koje udruženo uzimaju novac namijenjenih svim srbijanskim Hrvatima. Takvo djelovanje pomaže negativnu selekciju u kulturi, književnosti, umjetnosti i dr. unutar srbijanskih Hrvata što vodi ka konačnom nestanku. Rješnje problema je popisati posebni birački popis za izbor čelnika sustavom "jedan čovjek - jedan glas", dok sadašnji elektorski sustav ne radi tako. Sadašnje rukovodstvo je redom iz Subotice, djeluju suprotno rješenju te se po sustavu elektora sami sebe biraju na najviše funkcije-

## Šport
Vojvođanski Hrvati su se najviše istakli u nogometu (državni reprezentativci), hokeju na travi, hrvanju, stolnom tenisu, mačevanju (Eugen Jakobčić, András Jakobčić, Lazar Jaramazović, mačevalački klub Spartak Subotica, državni prvak 1985. i 1987.) gimnastici (Josip Kujundžić, Antun Katančić, Marica Ivandekić, Blaško Sudarević i dr.), odbojci (Akoš Budinčević, Sanja Malagurski), ženskom malom i velikom rukometu (prvakinje 1940-ih, 1950-ih i 1960-ih; Ana Evetović, Marija Jakovetić, Jovanka Jurčak, Justina Jurčak, Jelisaveta Jurčak, Ana Zemko).
Nogometni klub subotičkih Hrvata Bačka osnovan 1901. najstariji je nogometni klub kod Južnih Slavena, a počasni predsjednik bio je veleposjednik i državni zastupnik Šandor Vojnić od Bajše. Zasluge Hrvata za povijest nogometa ovdje još idu dalje u prošlost. Nogomet počinje u Subotici sa Subotičkim športskim društvom (Szabadkai Sport Egylet), osnovanim 12. kolovoza 1894. godine. Nogometni odjel tog društva osnovan je 1898. godine, zahvaljujući Hrvatu, gimnazijskom profesoru i treneru Nikoli Matkoviću i Zoltanu Wagneru, nogometašu budimpeštankog Műegyetemi FC. Momčad su poslije po Bačkoj i susjednim krajevima predvodili Nikola Matković, Đuro Stantić i Ivan Sarić. Prvu je utakmicu odigrala 22. svibnja 1899. protiv momčadi iz Kiskunhalasa, a taj se susret koji se odigrao na subotičkom Vašarištu u blizini današnjeg Bačkinog igrališta, smatra prvom nogometnom utakmicom u Hrvata a vjerojatno i svih Južnih Slavena.

## Političke stranke
- Demokratski savez Hrvata u Vojvodini (od srpnja 1990.)
- Hrvatski narodni savez (od prosinca 1998. do veljače 2004.)
- Hrvatska bunjevačko-šokačka stranka (od lipnja 2004.)
- Demokratska zajednica Hrvata (od lipnja 2007.)
- Hrvatska srijemska inicijativa (od veljače 2008.)

Iako postoji nekoliko stranaka hrvatskog predznaka u Vojvodini odnosno stranaka koje se u programu definiraju kao stranke koje se brinu za Hrvate u Vojvodini, hrvatsko se je biračko tkivo glasovima raspodijelilo na više stranaka. Isto vrijedi i za Hrvate po članstvu u strankama, tako da su Hrvati raspršeni na više stranaka. Primjer za to je sastav subotičkog Gradskog vijeća i Hrvata u njemu od 16. srpnja 2012. Gradonačelnik Modest Dulić je iz Demokratske stranke, zamjenik Blaško Stantić iz DSHV-a, zamjenik predsjednice gradske skupštine je iz LSV-a, pomoćnik predsjednice gradske skupštine je iz SBB-a, član gradskog vijeća zadužen za omladinu i turizam je iz LDP-a, a zaduženik za poljodjelstvo je - u Savezu vojvođanskih Mađara.